# 鎌倉市
鎌倉市（かまくらし）は、神奈川県の南部に位置する市。人口は約17万人。三浦半島西側の付け根にあり、歴史的都市鎌倉が市域の中心にある。古都保存法の「古都」に指定されている自治体の一つである。

## 概要
鎌倉市は横浜市の南西、藤沢市の東、逗子市の北西に位置し、南は相模湾に面している。年間平均気温は16.9℃。三方が低い山で囲まれ、海に面する地である。かつては自然の要塞を活かして鎌倉幕府が置かれ政権の要の地となり、日本史の時代区分でもある「鎌倉時代」の由来にもなった。市章も頼朝の笹竜胆紋に由来する。今日では旧腰越町や旧大船町など、いわゆる「三方を山に囲まれた鎌倉」の外側に位置する地域も市内に含まれる。鎌倉は地域内に多くの歴史遺跡を持つ「古都」であるが、後述の通り室町時代中期以降に衰退したため「都市・鎌倉」としての歴史は連続していない。ゆえに中世以来の建造物は限られる。
江戸時代後期になると、地域内の寺社が多くの参詣客を集めるようになるが、明治初期の段階でも鎌倉大仏（高徳院）や長谷寺を擁する長谷（はせ）地区に都市的な集落が分布するのみで、現在の鎌倉市の中心市街地は形成されていなかった。明治初期、現鎌倉市域を含む鎌倉郡を管轄する郡役所は戸塚（現在の横浜市戸塚区）に置かれた。
明治中期以降、保養・別荘地として、昭和以降に観光地として改めて「都市・鎌倉」の発展を見たのである。横須賀線の開業により都内からのアクセスが向上し、戦前には多くの文学者が鎌倉に移住し、彼らは「鎌倉文士」と呼ばれた。市内の55%が都市計画法における風致地区に指定されており、鎌倉山など市内には高級住宅街が点在する。古都保存法における指定都市でもあり、景観保護の点から土地利用に制限がかけられている。また、江ノ島電鉄線（江ノ電）沿線には由比ヶ浜や七里ヶ浜などの有名海水浴場が所在し、隣接する藤沢市などの湘南地区や逗子・葉山とともにマリンスポーツが盛んなエリアである。

## 地理

### 地形

#### 河川
市内を流れる河川は主な物で三本。全て二級河川である。これに支流や準用河川が加わる。
二級河川
- 滑川
- 柏尾川
- 神戸川

準用河川
- 神戸川
- 砂押川
- 小袋谷川
- 新川

#### 海域
海域は市の南側に広がっている。南海トラフ巨大地震が発生した際には、最大8mの津波が到達することが予想されている。これは神奈川県下の市町村で最も高い値（逗子市と同値）である。

### 地域

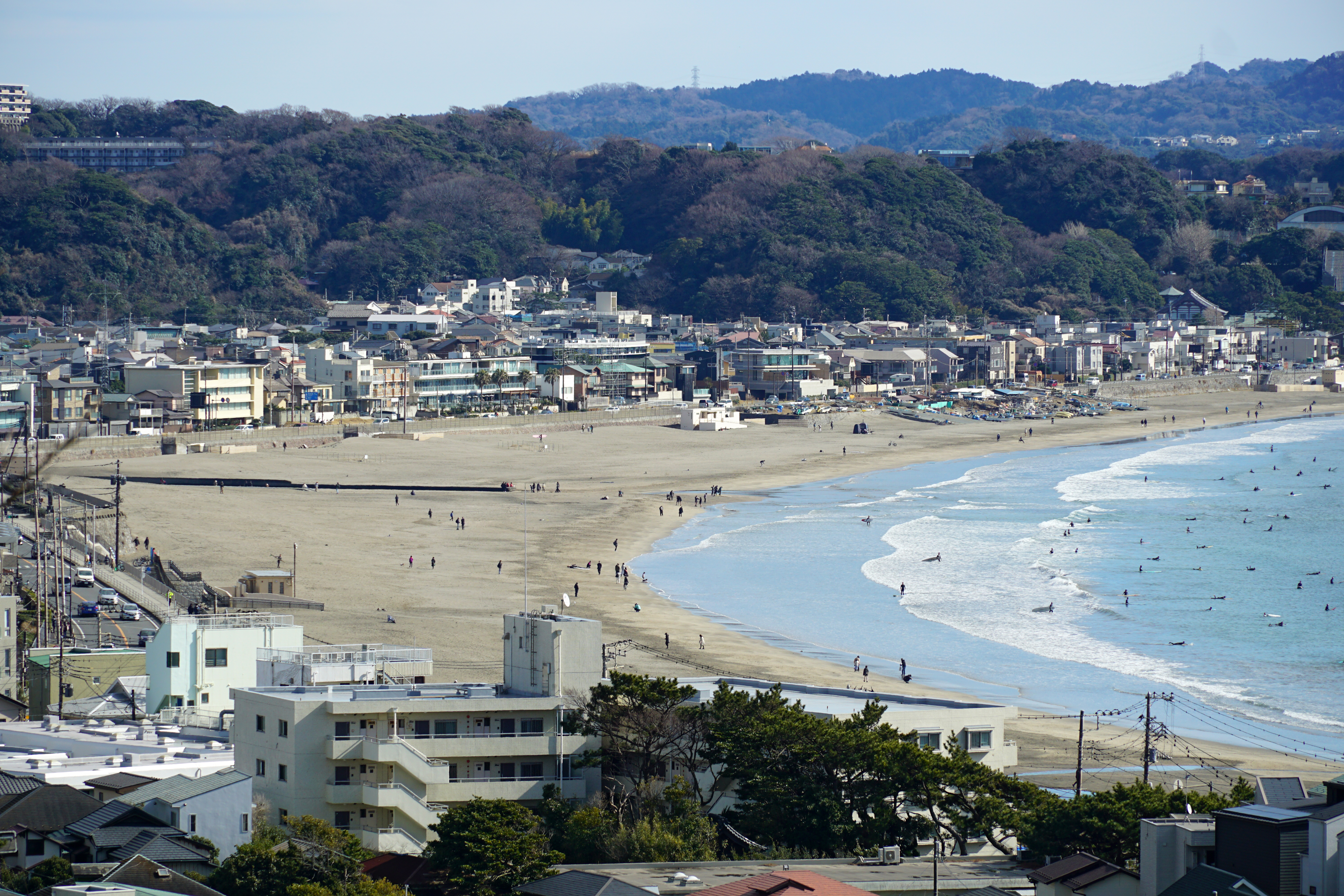
由比ガ浜

鎌倉市内では、一部の区域で住居表示に関する法律に基づく住居表示が実施されている。
| 町名           | 町名の読み     | 設置年月日    | 住居表示実施年月日 | 住居表示実施直前の町名 | 備考 |
| -------------- | -------------- | ------------- | ------------------ | ---------------------- | ---- |
| 扇ガ谷一丁目   | おうぎがやつ   | 1889年4月1日  | 1966年4月1日       |                        |      |
| 扇ガ谷二丁目   | おうぎがやつ   | 1889年4月1日  | 1966年4月1日       |                        |      |
| 扇ガ谷三丁目   | おうぎがやつ   | 1889年4月1日  | 1966年4月1日       |                        |      |
| 扇ガ谷四丁目   | おうぎがやつ   | 1889年4月1日  | 1966年4月1日       |                        |      |
| 大町一丁目     | おおまち       | 1939年4月1日  | 1966年4月1日       |                        |      |
| 大町二丁目     | おおまち       | 1939年4月1日  | 1966年4月1日       |                        |      |
| 大町三丁目     | おおまち       | 1939年4月1日  | 1966年4月1日       |                        |      |
| 大町四丁目     | おおまち       | 1939年4月1日  | 1966年4月1日       |                        |      |
| 大町五丁目     | おおまち       | 1939年4月1日  | 1966年4月1日       |                        |      |
| 大町六丁目     | おおまち       | 1939年4月1日  | 1966年4月1日       |                        |      |
| 大町七丁目     | おおまち       | 1939年4月1日  | 1966年4月1日       |                        |      |
| 御成町         | おなりまち     | 1966年4月1日  | 1966年4月1日       |                        |      |
| 極楽寺一丁目   | ごくらくじ     | 1969年2月1日  | 1969年2月1日       |                        |      |
| 極楽寺二丁目   | ごくらくじ     | 1969年2月1日  | 1969年2月1日       |                        |      |
| 極楽寺三丁目   | ごくらくじ     | 1969年2月1日  | 1969年2月1日       |                        |      |
| 極楽寺四丁目   | ごくらくじ     | 1969年2月1日  | 1969年2月1日       |                        |      |
| 小町一丁目     | こまち         | 1966年4月1日  | 1966年4月1日       |                        |      |
| 小町二丁目     | こまち         | 1966年4月1日  | 1966年4月1日       |                        |      |
| 小町三丁目     | こまち         | 1966年4月1日  | 1966年4月1日       |                        |      |
| 材木座         | ざいもくざ     | 1966年4月1日  | 1966年4月1日       |                        |      |
| 坂ノ下         | さかのした     | 1889年4月1日  | 1972年2月1日       |                        |      |
| 笹目町         | ささめちょう   | 1965年4月1日  | 1965年4月1日       |                        |      |
| 佐助一丁目     | さすけ         | 1967年4月1日  | 1967年4月1日       |                        |      |
| 佐助二丁目     | さすけ         | 1967年4月1日  | 1967年4月1日       |                        |      |
| 十二所         | じゅうにそ     | 1870年4月1日  | 1870年4月1日       |                        |      |
| 浄明寺一丁目   | じょうみょうじ | 1967年4月1日  | 1967年4月1日       |                        |      |
| 浄明寺二丁目   | じょうみょうじ | 1967年4月1日  | 1967年4月1日       |                        |      |
| 浄明寺三丁目   | じょうみょうじ | 1967年4月1日  | 1967年4月1日       |                        |      |
| 浄明寺四丁目   | じょうみょうじ | 1967年4月1日  | 1967年4月1日       |                        |      |
| 浄明寺五丁目   | じょうみょうじ | 1967年4月1日  | 1967年4月1日       |                        |      |
| 浄明寺六丁目   | じょうみょうじ | 1967年4月1日  | 1967年4月1日       |                        |      |
| 二階堂         | にかいどう     | 1939年4月1日  | 未実施             |                        |      |
| 西御門一丁目   | にしみかど     | 1968年1月1日  | 1968年1月1日       |                        |      |
| 西御門二丁目   | にしみかど     | 1968年1月1日  | 1968年1月1日       |                        |      |
| 長谷一丁目     | はせ           | 1972年10月1日 | 1972年10月1日      |                        |      |
| 長谷二丁目     | はせ           | 1972年10月1日 | 1972年10月1日      |                        |      |
| 長谷三丁目     | はせ           | 1972年10月1日 | 1972年10月1日      |                        |      |
| 長谷四丁目     | はせ           | 1972年10月1日 | 1972年10月1日      |                        |      |
| 長谷五丁目     | はせ           | 1972年10月1日 | 1972年10月1日      |                        |      |
| 由比ガ浜一丁目 | ゆいがはま     | 1965年2月1日  | 1965年2月1日       |                        |      |
| 由比ガ浜二丁目 | ゆいがはま     | 1964年2月1日  | 1964年2月1日       |                        |      |
| 由比ガ浜三丁目 | ゆいがはま     | 1964年2月1日  | 1964年2月1日       |                        |      |
| 由比ガ浜四丁目 | ゆいがはま     | 1964年2月1日  | 1964年2月1日       |                        |      |
| 雪ノ下一丁目   | ゆきのした     | 1966年4月1日  | 1966年4月1日       |                        |      |
| 雪ノ下二丁目   | ゆきのした     | 1966年4月1日  | 1966年4月1日       |                        |      |
| 雪ノ下三丁目   | ゆきのした     | 1966年4月1日  | 1966年4月1日       |                        |      |
| 雪ノ下四丁目   | ゆきのした     | 1966年4月1日  | 1966年4月1日       |                        |      |
| 雪ノ下五丁目   | ゆきのした     | 1991年4月1日  | 1991年4月1日       |                        |      |
| 稲村ガ崎一丁目 | いなむらがさき | 1969年2月1日  | 1969年2月1日       |                        |      |
| 稲村ガ崎二丁目 | いなむらがさき | 1969年2月1日  | 1969年2月1日       |                        |      |
| 稲村ガ崎三丁目 | いなむらがさき | 1969年2月1日  | 1969年2月1日       |                        |      |
| 稲村ガ崎四丁目 | いなむらがさき | 1969年2月1日  | 1969年2月1日       |                        |      |
| 稲村ガ崎五丁目 | いなむらがさき | 1969年2月1日  | 1969年2月1日       |                        |      |

| 町名             | 町名の読み         | 設置年月日    | 住居表示実施年月日 | 住居表示実施直前の町名 | 備考 |
| ---------------- | ------------------ | ------------- | ------------------ | ---------------------- | ---- |
| 腰越一丁目       | こしごえ           | 1966年9月1日  | 1966年9月1日       |                        |      |
| 腰越二丁目       | こしごえ           | 1966年9月1日  | 1966年9月1日       |                        |      |
| 腰越三丁目       | こしごえ           | 1966年9月1日  | 1966年9月1日       |                        |      |
| 腰越四丁目       | こしごえ           | 1966年9月1日  | 1966年9月1日       |                        |      |
| 腰越五丁目       | こしごえ           | 1966年9月1日  | 1966年9月1日       |                        |      |
| 七里ガ浜一丁目   | しちりがはま       | 1972年1月10日 | 1972年1月10日      |                        |      |
| 七里ガ浜二丁目   | しちりがはま       | 1972年1月10日 | 1972年1月10日      |                        |      |
| 七里ガ浜東一丁目 | しちりがはまひがし | 1972年1月10日 | 1972年1月10日      |                        |      |
| 七里ガ浜東二丁目 | しちりがはまひがし | 1972年1月10日 | 1972年1月10日      |                        |      |
| 七里ガ浜東三丁目 | しちりがはまひがし | 1972年1月10日 | 1972年1月10日      |                        |      |
| 七里ガ浜東四丁目 | しちりがはまひがし | 1972年1月10日 | 1972年1月10日      |                        |      |
| 七里ガ浜東五丁目 | しちりがはまひがし | 1972年1月10日 | 1972年1月10日      |                        |      |
| 津               | つ                 | 1960年4月1日  | 未実施             |                        |      |
| 津西一丁目       | つにし             | 1970年1月1日  | 1970年1月1日       |                        |      |
| 津西二丁目       | つにし             | 1970年1月1日  | 1970年1月1日       |                        |      |
| 西鎌倉一丁目     | にしかまくら       | 1968年6月1日  | 1968年6月1日       |                        |      |
| 西鎌倉二丁目     | にしかまくら       | 1968年6月1日  | 1968年6月1日       |                        |      |
| 西鎌倉三丁目     | にしかまくら       | 1968年6月1日  | 1968年6月1日       |                        |      |
| 西鎌倉四丁目     | にしかまくら       | 1968年6月1日  | 1968年6月1日       |                        |      |

| 町名         | 町名の読み   | 設置年月日   | 住居表示実施年月日 | 住居表示実施直前の町名 | 備考                     |
| ------------ | ------------ | ------------ | ------------------ | ---------------------- | ------------------------ |
| 梶原一丁目   | かじわら     | 1889年4月1日 | 1983年2月7日       | 梶原                   |                          |
| 梶原二丁目   | かじわら     | 1889年4月1日 | 1983年2月7日       | 梶原                   |                          |
| 梶原三丁目   | かじわら     | 1889年4月1日 | 1983年2月7日       | 梶原                   |                          |
| 梶原四丁目   | かじわら     | 1889年4月1日 | 1983年2月7日       | 梶原                   |                          |
| 梶原五丁目   | かじわら     | 1889年4月1日 | 1983年2月7日       | 梶原                   |                          |
| 梶原         | かじわら     | 1889年4月1日 | 未実施             |                        | 大字梶原は住居表示未実施 |
| 鎌倉山一丁目 | かまくらやま | 1985年8月5日 | 1985年8月5日       | 笛田・腰越・津         |                          |
| 鎌倉山二丁目 | かまくらやま | 1985年8月5日 | 1985年8月5日       | 笛田・腰越・津         |                          |
| 鎌倉山三丁目 | かまくらやま | 1985年8月5日 | 1985年8月5日       | 笛田・腰越・津         |                          |
| 鎌倉山四丁目 | かまくらやま | 1985年8月5日 | 1985年8月5日       | 笛田・腰越・津         |                          |
| 上町屋       | かみまちや   | 1889年4月1日 | 未実施             |                        |                          |
| 手広一丁目   | てびろ       | 1889年4月1日 | 2006年11月6日      | 手広                   |                          |
| 手広二丁目   | てびろ       | 1889年4月1日 | 2006年11月6日      | 手広                   |                          |
| 手広三丁目   | てびろ       | 1889年4月1日 | 2006年11月6日      | 手広                   |                          |
| 手広四丁目   | てびろ       | 1889年4月1日 | 2006年11月6日      | 手広                   |                          |
| 手広五丁目   | てびろ       | 1889年4月1日 | 2006年11月6日      | 手広                   |                          |
| 手広六丁目   | てびろ       | 1889年4月1日 | 2006年11月6日      | 手広                   |                          |
| 手広         | てびろ       | 1889年4月1日 | 未実施             |                        | 大字手広は住居表示未実施 |
| 寺分一丁目   | てらぶん     | 1889年4月1日 | 1983年2月7日       | 寺分                   |                          |
| 寺分二丁目   | てらぶん     | 1889年4月1日 | 1983年2月7日       | 寺分                   |                          |
| 寺分三丁目   | てらぶん     | 1889年4月1日 | 1983年2月7日       | 寺分                   |                          |
| 寺分         | てらぶん     | 1889年4月1日 | 未実施             |                        | 大字寺分は住居表示未実施 |
| 常盤         | ときわ       | 1889年4月1日 | 未実施             |                        |                          |
| 笛田一丁目   | ふえだ       | 1889年4月1日 | 2000年5月8日       | 笛田                   |                          |
| 笛田二丁目   | ふえだ       | 1889年4月1日 | 2000年5月8日       | 笛田                   |                          |
| 笛田三丁目   | ふえだ       | 1889年4月1日 | 2000年5月8日       | 笛田                   |                          |
| 笛田四丁目   | ふえだ       | 1889年4月1日 | 2000年5月8日       | 笛田                   |                          |
| 笛田五丁目   | ふえだ       | 1889年4月1日 | 2000年5月8日       | 笛田                   |                          |
| 笛田六丁目   | ふえだ       | 1889年4月1日 | 2000年5月8日       | 笛田                   |                          |
| 笛田         | ふえだ       | 1889年4月1日 | 未実施             |                        | 大字笛田は住居表示未実施 |
| 山崎         | やまさき     | 1889年4月1日 | 未実施             |                        |                          |

| 町名         | 町名の読み     | 設置年月日 | 住居表示実施年月日 | 住居表示実施直前の町名 | 備考 |
| ------------ | -------------- | ---------- | ------------------ | ---------------------- | ---- |
| 今泉一丁目   | いまいずみ     |            |                    |                        |      |
| 今泉二丁目   | いまいずみ     |            |                    |                        |      |
| 今泉三丁目   | いまいずみ     |            |                    |                        |      |
| 今泉四丁目   | いまいずみ     |            |                    |                        |      |
| 今泉五丁目   | いまいずみ     |            |                    |                        |      |
| 今泉台一丁目 | いまいずみだい |            |                    |                        |      |
| 今泉台二丁目 | いまいずみだい |            |                    |                        |      |
| 今泉台三丁目 | いまいずみだい |            |                    |                        |      |
| 今泉台四丁目 | いまいずみだい |            |                    |                        |      |
| 今泉台五丁目 | いまいずみだい |            |                    |                        |      |
| 今泉台六丁目 | いまいずみだい |            |                    |                        |      |
| 今泉台七丁目 | いまいずみだい |            |                    |                        |      |
| 岩瀬         | いわせ         |            |                    |                        |      |
| 岩瀬一丁目   | いわせ         |            |                    |                        |      |
| 大船         | おおふな       |            |                    |                        |      |
| 大船一丁目   | おおふな       |            |                    |                        |      |
| 大船二丁目   | おおふな       |            |                    |                        |      |
| 大船三丁目   | おおふな       |            |                    |                        |      |
| 大船四丁目   | おおふな       |            |                    |                        |      |
| 大船五丁目   | おおふな       |            |                    |                        |      |
| 大船六丁目   | おおふな       |            |                    |                        |      |
| 小袋谷       | こぶくろや     |            |                    |                        |      |
| 小袋谷一丁目 | こぶくろや     |            |                    |                        |      |
| 小袋谷二丁目 | こぶくろや     |            |                    |                        |      |
| 台           | だい           |            |                    |                        |      |
| 台二丁目     | だい           |            |                    |                        |      |
| 台三丁目     | だい           |            |                    |                        |      |
| 台四丁目     | だい           |            |                    |                        |      |
| 台五丁目     | だい           |            |                    |                        |      |
| 高野         | たかの         |            |                    |                        |      |
| 山ノ内       | やまのうち     |            |                    |                        |      |

| 町名       | 町名の読み | 設置年月日 | 住居表示実施年月日 | 住居表示実施直前の町名 | 備考 |
| ---------- | ---------- | ---------- | ------------------ | ---------------------- | ---- |
| 植木       | うえき     |            |                    |                        |      |
| 岡本       | おかもと   |            |                    |                        |      |
| 岡本一丁目 | おかもと   |            |                    |                        |      |
| 岡本二丁目 | おかもと   |            |                    |                        |      |
| 玉縄一丁目 | たまなわ   |            |                    |                        |      |
| 玉縄二丁目 | たまなわ   |            |                    |                        |      |
| 玉縄三丁目 | たまなわ   |            |                    |                        |      |
| 玉縄四丁目 | たまなわ   |            |                    |                        |      |
| 玉縄五丁目 | たまなわ   |            |                    |                        |      |
| 関谷       | せきや     |            |                    |                        |      |
| 台一丁目   | だい       |            |                    |                        |      |

鎌倉地域
扇ガ谷、大町、御成町、極楽寺、小町、材木座、坂ノ下、笹目町、佐助、十二所、浄明寺、二階堂、西御門、長谷、由比ガ浜、雪ノ下、稲村ガ崎
腰越地域
腰越、七里ヶ浜、七里ガ浜東、津、津西、西鎌倉
深沢地域
梶原、鎌倉山、上町屋、手広、寺分、常盤、笛田、山崎
大船地域
今泉、今泉台、岩瀬、大船、小袋谷、台（一丁目を除く）、高野、山ノ内
玉縄地域
植木、岡本、城廻、台一丁目、玉縄、関谷

### 人口
| |                                        |  |
| 鎌倉市と全国の年齢別人口分布（2005年） | 鎌倉市の年齢・男女別人口分布（2005年） |  |
| ■紫色 ― 鎌倉市 ■緑色 ― 日本全国 | ■青色 ― 男性 ■赤色 ― 女性              |  |
| 鎌倉市（に相当する地域）の人口の推移 \| 1970年（昭和45年） \| 139,249人 \| \| \| 1975年（昭和50年） \| 165,552人 \| \| \| 1980年（昭和55年） \| 172,629人 \| \| \| 1985年（昭和60年） \| 175,495人 \| \| \| 1990年（平成2年） \| 174,307人 \| \| \| 1995年（平成7年） \| 170,329人 \| \| \| 2000年（平成12年） \| 167,583人 \| \| \| 2005年（平成17年） \| 171,158人 \| \| \| 2010年（平成22年） \| 174,314人 \| \| \| 2015年（平成27年） \| 173,019人 \| \| \| 2020年（令和2年） \| 172,710人 \| \| |                                        |  |
| 総務省統計局 国勢調査より |                                        |  |
| 1970年（昭和45年） | 139,249人                              |  |
| 1975年（昭和50年） | 165,552人                              |  |
| 1980年（昭和55年） | 172,629人                              |  |
| 1985年（昭和60年） | 175,495人                              |  |
| 1990年（平成2年） | 174,307人                              |  |
| 1995年（平成7年） | 170,329人                              |  |
| 2000年（平成12年） | 167,583人                              |  |
| 2005年（平成17年） | 171,158人                              |  |
| 2010年（平成22年） | 174,314人                              |  |
| 2015年（平成27年） | 173,019人                              |  |
| 2020年（令和2年） | 172,710人                              |  |

#### 通勤率と就業者
東京都特別区部への通勤率は23.5%・横浜市への通勤率は18.5%である（いずれも平成22年国勢調査）。
当地に常住する15歳以上就業者は72,820人。うち他市区町村で従業している者は44,730人と、全体の61.4%である。他市区町村への従業先1位は東京都特別区部の17,093人、2位は横浜市の13,459人、3位は藤沢市の4,418人、4位は川崎市の1,675人、5位は横須賀市の974人である（平成22年国勢調査による）。

### 隣接自治体・行政区
神奈川県
- 横浜市（栄区、戸塚区、金沢区）
- 藤沢市
- 逗子市

## 歴史

### 古代

#### 旧石器～縄文
鎌倉市内には多くの遺跡（埋蔵文化財包蔵地）があるが（※特に旧鎌倉中心部はほぼ全域が遺跡のエリアとなっている）、旧石器時代～縄文時代の遺跡（東正院遺跡・玉縄城遺跡・粟船山遺跡など）は、関谷や玉縄、大船など、主に旧鎌倉の外側にあたる市域北西部に分布している。

#### 弥生時代
弥生時代に入ると、台地以外でも、滑川沿いの沖積地（大倉幕府周辺遺跡群）や、由比ヶ浜沿岸の砂丘（由比ヶ浜南遺跡・長谷小路周辺遺跡など）で弥生時代集落が出現する。

#### 古墳時代
古墳時代中頃後半（5世紀末）には、この砂丘地帯に向原古墳群という古墳群が造られ、埴輪が出土している。また古代豪族「鎌倉別（かまくらのわけ）」の本拠であったと考えられており、丘陵部に横穴墓群が多数形成された。鎌倉市から隣の横浜市栄区あたりまで存在している横穴墓遺跡の中には、特徴的な形をした玄室を持つものがあり、旧鎌倉郡に分布しているとして「鎌倉型横穴墓」（鍛冶ヶ谷式横穴墓）と呼ぶ事がある。また、浦賀水道の海路を介して房総半島へ抜けるルートの古東海道が通っており、古代交通の要衝であった。

#### 奈良時代
奈良時代から平安時代前期には、鎌倉郡の郡衙が設置された。郡衙跡は御成小学校を中心とする今小路西遺跡で、コの字形に並ぶ大型掘立柱建物や、「天平5年（733年）」銘の木簡が出土している。

### 中世
平安時代
平忠常の乱の際、平直方による鎮圧が失敗、実際に乱を征圧した源頼信の功により、その子源頼義の頃に畿内の河内国石川郡壷井（現・大阪府羽曳野市壷井）を本拠地とした河内源氏の所領となる。頼義の子で河内源氏三代目棟梁の八幡太郎義家の4代後の源頼朝が鎌倉幕府を置いて武家政権を成立させ、鎌倉街道も整備される。幕府の要職に就いた有力御家人は鎌倉に居を構え、また海に面した特徴を生かした海上交易も隆盛し、鎌倉五山なども置かれ関東における文化的中心地となる。
なお、九条兼実の日記『玉葉』の寿永2年（1183年）の記事に「鎌倉城」という言葉があることから、赤星直忠の研究以来、中世当時の鎌倉は全域が城郭都市と見なされていたとする説がある。ただしこの言葉の解釈をめぐっては、赤星により防御施設遺構の例として挙げられた「お猿畠の大切岸」などに代表される山上の切岸状人工地形が、建築土木材用の石切場（採石場）であることが発掘調査で判明したことや、『玉葉』での「城」という言葉が、城郭というより源頼朝（源氏）の「本拠地」という意味合いで使われているとする齋藤慎一の指摘などがあり、鎌倉＝城郭都市と見なすかについては諸説がある。
鎌倉時代

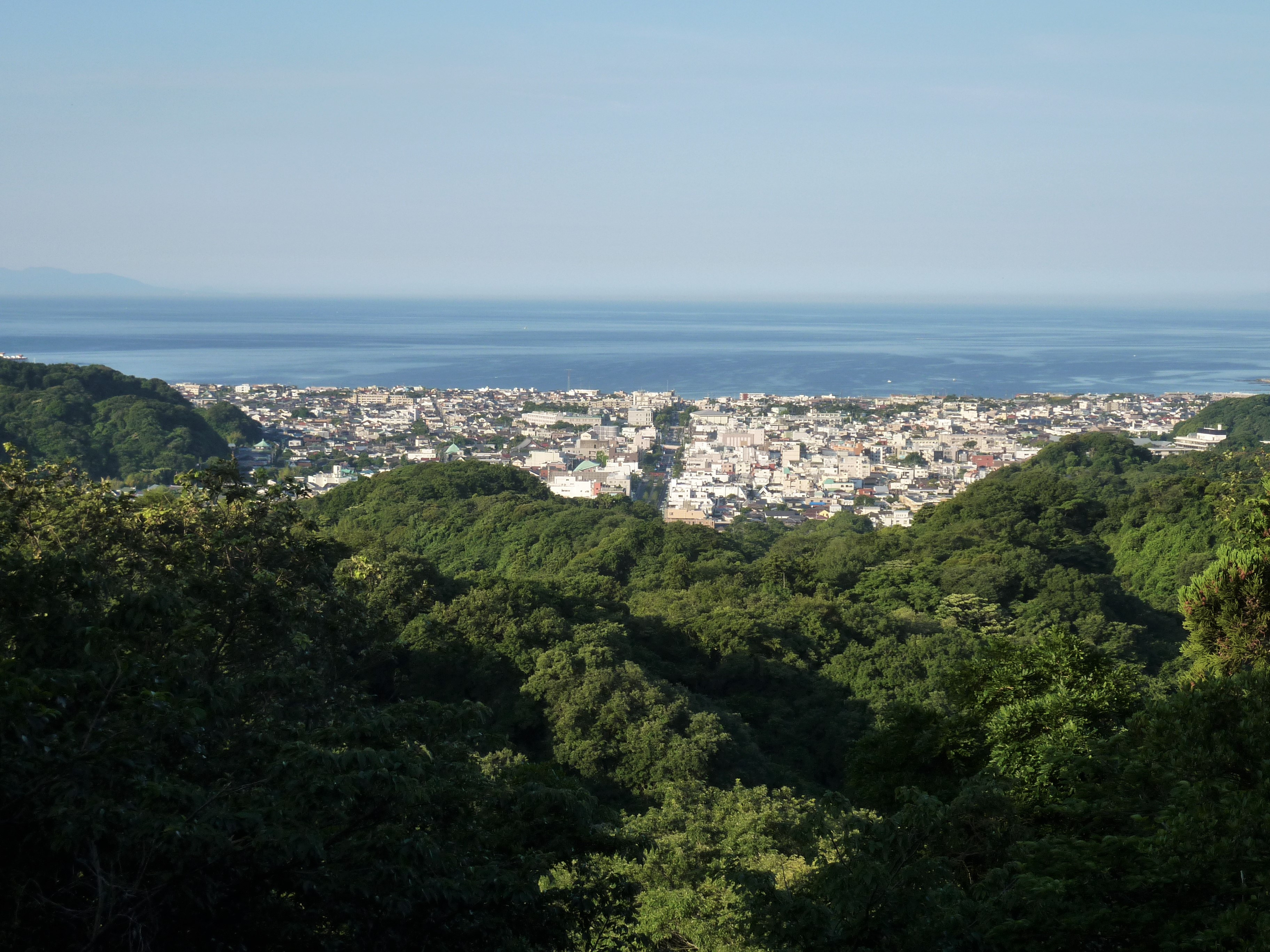
丘陵上から臨む旧鎌倉中心部

貞応3年6月28日（1224年7月16日）には北条泰時が執権に就き、連署や評定衆を置いて幕府の合議制を確立するとともに、政権を頼朝以来幕府が置かれた大倉幕府から宇都宮辻子沿いの宇都宮辻子幕府に移し、貞永元年（1232年）には御成敗式目を制定して幕府の体制を磐石なものとした（1236年（嘉禎2年）には、宇都宮辻子幕府から若宮大路幕府へ移転または改築）。
南北朝時代
元弘3年/正慶2年（1333年）に後醍醐天皇の討幕に呼応した上野国（群馬県）の河内源氏義家流・新田義貞は、分倍河原などで鎌倉幕府を専横した桓武平氏流北条氏の兵を撃破し、鎌倉へ進撃して泰時以来の菩提寺である東勝寺で北条氏一族を滅亡させた（東勝寺合戦）。由比ヶ浜沿岸部の由比ヶ浜南遺跡や由比ガ浜中世集団墓地遺跡は、発掘調査により中世に集団墓地であったことが解っているが、1953年（昭和28年）の鈴木尚による調査では大量の刀創などのある人骨が出土している。
京都で後醍醐天皇の建武の新政が始まると義貞は召還され、京都の六波羅探題を滅亡させるなど討幕に功のあった一族の足利尊氏の弟である足利直義や一門の細川氏などが親王を奉じて下り、鎌倉将軍府が成立。北条氏一族の残党が中先代の乱を起こし鎌倉が陥落すると尊氏は討伐に向かい、そのまま新政から離反して鎌倉で恩賞の授与などを行うが、尊氏は追討に派遣された義貞らを撃破し、京での戦いに負け九州落ちした後に北朝を樹立して武家政権を設立し、鎌倉へは子の足利義詮を派遣する。足利家の内紛が観応の擾乱と呼ばれる内乱に発展すると義詮は京へ呼び戻され、代わりに尊氏の次子の足利基氏が鎌倉へ派遣されて鎌倉府を設置し、以後鎌倉公方として関東統治を行う。
室町時代
室町時代には鎌倉公方は幕府と対立し、鎌倉公方を補佐する関東管領とも対立したことなどにより上杉禅秀の乱、永享の乱、結城合戦などの騒乱が起こる。享徳4年（1455年）には享徳の乱で足利成氏が下総国古河へ移り古河公方を成立させたことにより鎌倉は衰退する。
戦国時代
戦国時代には小田原の北条早雲が鎌倉地域に進出して、玉縄城を築いて東相模地域を支配する軍事拠点とした。北条氏綱の治世時代に安房の里見氏との合戦で焼失した鶴岡八幡宮を再建。上杉謙信・武田信玄・里見氏らにより度々侵攻を受けたが、そのたびに撃退している。北条氏滅亡後は徳川家康の支配下に入った。

### 近世
江戸時代
近世には江戸が東国の中心となり、江戸時代には寺社の復興が始まる。江戸の庶民によって、大山の阿夫利神社、江の島の江島神社などへの参拝を目的とした講が結成されるようになると、代参者の立ち寄り先として観光ルートに含まれるようになった。

### 近代

#### 明治
1889年（明治22年）に東京と軍港のある横須賀を結ぶ目的で横須賀線が開通したが、その経由地となったことによって、観光地としての性格が急激に濃くなっていった。また、東京から至近の別荘地として、皇族・華族や政財界の有力者などの一部が別荘を構えるようになり、これらを相手とした観光産業が発展していった。なお、この横須賀線建設工事のため段葛は寸断された。
明治中期に観光地化される少し前の1883年（明治16年）に「衛生（えいせい）」という言葉を日本で初めて医学に使用した長与専斎が、神奈川県の鎌倉の地域の海を地形的な特徴から「海水浴場として最適」と紹介した。当時は海水浴が医療効果を持つと信じられていたため、長与の紹介も行楽的な観点からではなく医療的な観点によるものであった。今日では海水浴と医療効果との因果関係は科学的根拠に欠けるとされるが、由比ヶ浜、材木座海岸といった海水浴場は行楽客を対象に賑わい、湘南の一部として一般に認識されている。
- 1878年（明治11年）11月18日 - 神奈川県で郡区町村編制法が施行され、近代行政区画としての鎌倉郡が発足。
- 1888年（明治21年）
  - 11月1日 - 官設鉄道（この頃は工部省鉄道寮管轄の鉄道）が、日本海軍の軍港都市・横須賀までの延伸が予定される軍用主体路線（後の横須賀線）の始発駅的位置付けで大船駅を開業／この時点での大船駅は旅客駅であった。
  - 11月1日かその近日 - 実業家・富岡周蔵（後の大船軒創業者）が、大船駅の開業を機に大船に移り住み、駅前で旅館を営み始める。
- 1889年（明治22年）
  - 4月1日 - 30余りの村があった鎌倉で村の廃置分合が行われたうえで村制が施行され、近代行政村としての東鎌倉村・西鎌倉村・腰越津村・深沢村・小坂村・玉縄村が発足する[26]。
  - 6月16日 - 官設鉄道（工部省鉄道寮管轄の鉄道）の軍用主体路線として大船駅－横須賀駅間（後の横須賀線）が開通し、鎌倉駅・逗子駅が途中駅として、横須賀駅が終着駅として開業。
- 1893年（明治26年）某月某日 - 由比ガ浜にて、尋常由比浜小学校（鎌倉市立第一小学校の前身）の開校。
- 1894年（明治27年）7月7日 - 東鎌倉村と西鎌倉村が合体（新設合併）したうえで町制を施行し、鎌倉町を発足する[26]。
- 1897年（明治30年）12月28日 - 鎌倉大仏（指定名称：銅造阿弥陀如来坐像）が、旧国宝（重要文化財）に指定される[27]。
- 1898年（明治31年）5月16日 - 岡本村にて、大船軒が営業を開始。
- 1899年（明治32年）
  - 4月5日 - 円覚寺舎利殿が、特別保護建造物（重要文化財）に指定される[27]。
  - 9月 - 鎌倉郡鎌倉町大町（現・鎌倉市御成町）にて、鎌倉御用邸の造営。
- 1903年（明治36年）
  - 6月20日 - 江之島電気鉄道路線（現・江ノ島電鉄線。直近までは藤沢駅－片瀬駅〈現・江ノ島駅〉間）が鎌倉方面へ延伸し、片瀬駅－田辺駅（現・七里ヶ浜駅）間が開通する。
  - 7月17日 - 江之島電気鉄道路線の鎌倉方面への延伸に追揚駅（現在は廃駅）の1駅が追加される。
- 1904年（明治37年）4月1日 - 江之島電気鉄道路線の鎌倉方面へ延伸し、追揚駅－極楽寺駅間が開通する。
- 1906年（明治39年）6月 - 江之島電気鉄道路線の極楽寺駅－長谷駅間にて、極楽洞（極楽トンネル）の着工／当時は、極楽寺側では曾禰荒助（元大蔵大臣）の揮毫から「極楽洞」、長谷側では松方正義（元総理大臣）の揮毫から「千歳開道」と呼んだ。
- 1907年（明治40年）
  - 2月某日 - 極楽洞（極楽トンネル）の竣工。
  - 8月16日 - 江之島電気鉄道路線の鎌倉方面へ延伸し、極楽寺駅－大町駅（現在は廃駅）間が開通する。
- 1909年（明治42年）
  - 4月5日 - 円覚寺の梵鐘と建長寺の梵鐘が、旧国宝（重要文化財）に指定される[27]。
  - 10月12日 - 鉄道院（旧・工部省鉄道寮、直近の逓信省鉄道局と帝国鉄道庁の統合機関）が官設鉄道線路名称を制定し、東海道線の一支線であった「大船駅－横須賀駅間」には「横須賀線」の名称が与えられる。
- 1910年（明治43年）11月4日 - 江之島電気鉄道路線（現・江ノ島電鉄線）が鎌倉方面へ延伸し、大町駅（現在は廃駅）－小町駅（鎌倉駅の前身にあたる廃駅）間が開通し、これをもって全線開通する。
- 明治末期 - 豊島屋が洋菓子「鳩三郎（現在の鳩サブレー）」を発売。

#### 大正
- 1915年（大正4年）7月15日 - 町営海水浴場が開設される。極楽寺、坂の下、由比ヶ浜、材木座の4箇所[28]。
- 1916年（大正5年）11月 - 芥川龍之介の鎌倉暮らしが始まる／詳しくは「芥川龍之介」節を参照。
- 大正中期[注釈 1] - 山縣ホテル（今ではクラシックホテルとして鎌倉市指定景観重要建築物となっているホテルニューカマクラ）の開業。
- 1920年（大正9年） - 鎌倉郡小坂村岩瀬（現・鎌倉市岩瀬）にて、鎌倉食用蛙養殖場が開設され、食用蛙（食用ウシガエル）の養殖が始まる／これを機に当地域では米国向け輸出用の食用蛙の養殖業が大々的に行われるようになる。
- 1923年（大正12年）9月1日 - 関東大震災の発生。鎌倉にも大きな被害あり。円覚寺では舎利殿や仏殿が倒壊。
  - この大震災をきっかけとして、壊滅状態となった東京に比べれば遥かに被害の少なかった鎌倉と浦和（現在のさいたま市浦和区）に多くの文化人が居を移す時代が到来する。この時期を中心とした鎌倉と浦和の文化人をそれぞれに「鎌倉文士」「浦和画家」と呼ぶようになる。

#### 昭和（戦前）
昭和に入ると、久米正雄など、作家や文人の一部が鎌倉へ移り住むようになり「鎌倉文士」という言葉が生みだされた。また1936年（昭和11年）、松竹が撮影所を蒲田から大船に移し大船撮影所が開設されるようになると、映画関係者で鎌倉に移り住む者が増えていった。
1928年（昭和3年）の鎌倉山の分譲を嚆矢に、1930年（昭和5年）の横須賀線列車の電車化以降、戦前・戦後を通じて中流階級に向けた大規模な住宅開発が行われるようになり、東京近郊のベッドタウンとしての性格が強くなっていった。とりわけ、1950年代以降の高度経済成長期の大規模開発の波は「昭和の鎌倉攻め」とも形容される。
この時期に起こった鶴岡八幡宮裏の「御谷」開発中止を求める、作家大佛次郎を中心とした市民運動は、古都保存法制定の契機となり、異論はあるが日本におけるナショナル・トラスト運動の嚆矢ともいわれている。
- 1927年（昭和2年）
  - 5月20日 - 帝国鉄道（日本国有鉄道の前身）横須賀線北鎌倉仮停車場（北鎌倉駅の前身）の開業。
  - 某月 - 鎌倉食用蛙養殖場を始めとする岩瀬の食用蛙（食用ウシガエル）養殖業者が蛙の餌としてアメリカザリガニを使用し始める。
- 1928年（昭和3年）
  - 4月3日 - 神武天皇祭のこの日、鶴岡八幡宮境内にて、鎌倉国宝館の設立・開館。
  - 4月4日 - 徳川吉宗奉納、鶴岡八幡宮所蔵の、太刀銘正恒（指定名称：太刀 銘正恒 附 糸巻太刀拵）が、旧国宝（重要文化財）に指定される[27]。
- 1929年（昭和4年）
  - 4月14日 - 岡本の仏海山大船観音寺にて、大船聖観世音菩薩立像（大船観音菩薩立像）の起工式が執り行われる[29]。
  - 某月某日 - 円覚寺舎利殿の再建。
- 1930年（昭和5年）10月1日 - 帝国鉄道（日本国有鉄道の前身）横須賀線の北鎌倉仮停車場が駅へ昇格し、北鎌倉駅が開業。
- 1931年（昭和6年）
  - 1月1日 - 腰越津村が単独で町制を施行し、腰越町を発足する[26]。
  - 某月某日 - 鎌倉御用邸の閉鎖。
- 1933年（昭和8年）
  - 2月11日 - 小坂村が単独で町制を施行し、大船町を発足[26]。
  - 4月2日 - 玉縄村が大船町に編入[26]。
- 1934年（昭和9年） - 岡本の大船聖観世音菩薩立像（大船観音菩薩立像）の建造が、世界恐慌影響下の資金難から中断を余儀なくされ、その後、23年もの間放置されることとなる[29]。
- 1936年（昭和11年）1月15日 - 大船に松竹大船撮影所が開所。
- 1937年（昭和12年） - 鎌倉文士ら手により夏の風物詩、鎌倉カーニバルが始まる（戦時中の中断をはさみ1962年まで）[30]。
- 1938年（昭和13年）
  - 7月 - 豪雨で砂押川が氾濫し、岩鎌倉食用蛙養殖場の食用蛙とアメリカザリガニが大量に逃げ、周辺環境に拡散されてしまう。
  - 12月 - 鎌倉町と藤沢町の間で、片瀬町と腰越町を合併するための争奪戦が発生。
- 1939年（昭和14年）11月3日 - 鎌倉町と腰越町が新設合併したうえで市制を施行し、鎌倉市を発足する[31]。
- 1940年（昭和15年）4月9日 - 旧鎌倉町最後の町長・清川來吉が、初代鎌倉市長に就任。
- 1940年代前半 - 鎌倉食用蛙養殖場を始めとする岩瀬の食用蛙養殖業が、太平洋戦争（大東亜戦争）の勃発に先立つ欧米諸国の禁輸政策の影響をまともに受けて立ち行かなくなり、急速に衰退する。
- 1942年（昭和17年）7月 - 深沢村（現在の深沢地域梶原・寺分付近）にて、横須賀海軍工廠深沢分工場の着工。
  - 建設の際、「泣塔」と呼ばれる宝篋印塔を破却しようとしたところ、地元住民が反対するなか、様々な凶事と変事が立て続けに起こって祟りが噂されるうちに、当局は計画の微調整を余儀なくされ、塔に手を着けないまま敷地脇に残す形で工事を続けることとなった。
- 1943年（昭和18年）10月 - 横須賀海軍工廠深沢分工場の竣工と操業開始。
- 1944年8月5日 - 鎌倉を含む神奈川県沿岸の大部分で軍事上の理由で海水浴を制限。遊泳は学校などの団体に限り、警察署の許可を得ることが条件とされた[32]。
- 1945年（昭和20年）
  - 1月9日 - 最初の鎌倉空襲。
  - 5月1日 - 鶴岡八幡宮の鳥居近くにて、鎌倉文士達が貸本屋「鎌倉文庫」を開店。
  - 5月～8月‐大船収容所事件が発生。

### 現代

#### 昭和（戦後）
- 1945年（昭和20年）
  - 9月 - 京浜女子家政理学専門学校（鎌倉女子大学の前身校）が、横浜市神奈川区から鎌倉市岩瀬へキャンパスを移転。
- 1946年（昭和21年）5月某日 - 材木座の天照山光明寺を仮校舎として、鎌倉アカデミアが開校。
- 1948年（昭和23年）
  - 1月1日 - 深沢村が鎌倉市に編入[33]。
  - 6月1日 - 大船町が鎌倉市に編入[34]。これをもって鎌倉郡が消滅。
- 1949年（昭和24年）- 鎌倉花火大会が開始[35]。
- 1951年（昭和26年）
  - 6月9日 - 重要文化財（旧国宝）指定物件である円覚寺舎利殿が、国宝（新国宝）に指定される[27]。
  - 11月17日 - 鶴岡八幡宮境内にて、神奈川県立近代美術館鎌倉館の開館。
- 1952年（昭和27年）
  - 3月29日 - 重要文化財（旧国宝）指定物件である、鶴岡八幡宮所蔵の太刀銘正恒（指定名称：太刀 銘正恒 附 糸巻太刀拵）が、国宝（新国宝）に指定される[27]。
  - 11月3日 - 鎌倉市章の制定。
- 1953年（昭和28年）11月14日 - 重要文化財（旧国宝）指定物件である円覚寺の梵鐘と建長寺の梵鐘が、国宝（新国宝）に指定される[27]。
- 1958年（昭和33年）
  - 2月8日 - 重要文化財（旧国宝）指定物件である、高徳院所有の鎌倉大仏（指定名称：銅造阿弥陀如来坐像）が、国宝（新国宝）に指定される[27]。
  - 8月10日 - 「海の平和祭」にて全国に先駆けて平和都市宣言を行う[36][37]。
- 1959年（昭和34年） 某月某日 - 京浜女子家政理学専門学校を母体として京浜女子大学（1989年に校名を鎌倉女子大学に変更）が設立される。
- 1960年（昭和35年）4月28日 - 岡本の仏海山大船観音寺にて、大船聖観世音菩薩立像（大船観音菩薩立像）の開眼法要[29]。
- 1961年（昭和36年）10月25日 - 鎌倉市と藤沢市の境界を変更[38]。
- 1964年（昭和39年） - 円覚寺仏殿の再建。
- 1965年（昭和40年）
  - 2月1日 - 住居表示の際、かつて鎌倉御用邸のあった地域一帯（大町、小町、扇ガ谷の一部）が、その歴史を地名に留めるべく、新町名「御成町」を誕生させる[39]。
- 1966年（昭和41年）
  - 11月9日 - 鎌倉市とニース市（フランス プロヴァンス＝アルプ＝コート・ダジュール地域圏）が姉妹都市提携の盟約を締結。
- 1967年（昭和42年）某月某日 - 岡本にて、神奈川県立フラワーセンター大船植物園の開園。
- 1968年（昭和43年）6月16日 - 大船駅近くで横須賀線電車爆破事件が発生。
- 1970年（昭和45年）3月7日 - 湘南モノレール江の島線の大船駅－西鎌倉駅間が開業。
- 1971年（昭和46年）
  - 7月1日 - 湘南モノレール江の島線の西鎌倉駅－湘南江の島駅間が開業し、全線開通。
  - この年より歴史学者の竹内理三が『鎌倉遺文』の編纂に着手、1995年（平成7年）まで25年をかけた。
- 1972年（昭和47年）
  - 3月15日 - 七里ガ浜東にて、下水道終末処理場「七里ガ浜浄化センター」の運転開始[40]。
  - 5月1日 - 鎌倉市と逗子市の境界に変更あり[41]。
- 1975年（昭和50年）10月25日 - リンドウを「市の花」に、ヤマザクラ（オオシマザクラを含む）を「市の木」に制定。
- 1976年（昭和51年）
  - 某月某日 - 防災行政無線の運用開始。
  - 某月某日 - 鎌倉市が、岩瀬の鎌倉食用蛙養殖場跡地を地権者より借り受け、「いわせ下関青少年広場」として整備する。
- 1979年（昭和54年）
  - 1月12日 - 鎌倉彫が、通商産業大臣指定伝統的工芸品（現・経済産業大臣指定伝統的工芸品）になる[42][43]。
  - 11月2日 - 鎌倉市と萩市（山口県）が姉妹都市提携の盟約を締結。
  - 11月5日 - 鎌倉市と上田市（長野県）が姉妹都市提携の盟約を締結。
- 1982年（昭和57年）4月26日 - 鎌倉市と足利市（栃木県）が姉妹都市提携の盟約を締結。
- 1983年（昭和58年）某月某日 - 鎌倉ニュージャーマンが洋菓子「鎌倉カスター」を発売。
- 1985年（昭和60年）10月31日 - 長谷にて、鎌倉文学館の開館。
- 1987年（昭和62年）6月9日～10日 - 大船近くのアパートで、不動塾事件が発生。

#### 平成
- 1990年（平成2年）
  - 4月12日 - 鎌倉市の日本飛行機専務宅にて、日本飛行機専務宅放火殺人事件の発生。
  - 10月1日 - 鎌倉文学館が鎌倉市指定景観重要建築物の第1号となる。
- 1993年（平成5年）
  - 6月1日 - 山崎にて、「山崎浄化センター」の運転開始[40]。
  - 10月某日 - 大船にて、鎌倉芸術館の開館。
- 1994年（平成6年）12月24日 - かまくらFM（鎌倉エフエム放送）の開局。
- 1995年（平成7年）
  - 10月10日 - 松竹創立100周年記念事業として、松竹大船撮影所の敷地内に鎌倉シネマワールドがグランドオープン。
  - 某月 - 歴史学者・竹内理三が『鎌倉遺文』の編纂を終える。
- 1996年（平成8年）
  - 8月4日 - 松竹映画の看板俳優・渥美清が死去。これを機に鎌倉シネマワールドの入場者数が激減し始める。
  - 11月某日 - 鎌倉七口が、文化庁選定「歴史の道百選」に「鎌倉街道-七口切通」として選出される。
- 1998年（平成10年）12月15日 - 巨額の営業赤字を抱えた鎌倉シネマワールドが閉鎖。
- 1997年（平成9年）某月某日 - 「関東の駅百選」の第1回選定駅リストに、北鎌倉駅（JR東日本）と鎌倉高校前駅（江ノ島電鉄）が選出される。
- 1998年（平成10年）9月28日 - 鎌倉市と敦煌市（中国甘粛省）が友好都市提携の盟約を締結。
- 1999年（平成11年）
  - 10月14日 - 「関東の駅百選」の第3回選定駅リストに、極楽寺駅（江ノ島電鉄）が選出される。
  - 某月某日 - 閉鎖が決まった松竹大船撮影所の跡地を鎌倉女子大学が取得。
- 2000年（平成12年）
  - 4月某日 - 鎌倉市が生み出す廃棄物の焼却処理を担う名越クリーンセンターと今泉クリーンセンターが、発生する焼却残渣の全量の溶融固化処理を開始し、最終処分場での埋め立てを廃止する[44]。
  - 6月30日 - 松竹大船撮影所の閉鎖。
  - 某月某日 - 「関東の駅百選」の第4回選定駅リストに、鎌倉駅（JR東日本。江ノ島電鉄は選定対象外）が選出される。
  - 某月某日 - 稲村ヶ崎で温泉発見。後に稲村ヶ崎温泉となる。
- 2002年（平成14年）7月某日 - 稲村ヶ崎海水浴場、最後の海開き。この年を最後に海水浴場の指定から外されたが、原因は浸蝕による砂浜の減少であった。
- 2003年（平成15年）某月某日 - 鎌倉女子大学が、松竹大船撮影所跡地を、大学院・大学・短期大学部の大船キャンパスとして使用し始める。
- 2004年（平成16年）2月27日 - 高徳院境内一帯が国の史跡に指定される（指定名称：鎌倉大仏殿跡）[27]。
- 2007年（平成19年）6月17日 - 鎌倉商工会議所主催のご当地検定「鎌倉観光文化検定」の第1回試験が開催される。
- 2008年（平成20年）3月31日 - 『鎌倉遺文』全46巻のCD-ROM版が刊行される。
- 2009年（平成21年）某月某日 - 社団法人土木学会が、小坪隧道と名越隧道（逗子市-鎌倉市間の隧道）を「小坪隧道・名越隧道」名義で、平成21年度選奨土木遺産の一つに選定する[45]。
- 2010年（平成22年）
  - 1月12日 - 防災行政無線の夕方のチャイム（夕焼け小焼けの新音源）の放送開始。
  - 3月10日 - 鶴岡八幡宮境内で、強風のために大銀杏が倒伏。
  - 12月24日 - 鎌倉市役所屋上（御成町18-10）にて、鎌倉テレビ中継局（鎌倉の地上デジタルテレビ放送中継局）が本放送を開始。
- 2011年（平成23年）8月1日 - 鎌倉を貫流する滑川（滑川橋－太刀洗川間）で行われたこの日の調査において、ヒメヌマエビの棲息が、神奈川県で初めて確認される[46]。
- 2013年（平成25年）某月某日 - 公益社団法人土木学会が、神奈川県営水道施設群の6施設を、「神奈川県営水道施設群（記念館他）」名義で平成25年度選奨土木遺産の一つに選定[45]。鎌倉市域にある施設としては「鎌倉配水池」（現・佐助配水池）がこれに含まれる[45]。
- 2014年（平成26年）某月某日 - 公益社団法人土木学会が、江ノ島電鉄（藤沢市・鎌倉市）を平成26年度選奨土木遺産の一つに選定[45]。
- 2015年（平成27年）5月24日 - 岩瀬下関防災公園の開園。鎌倉市が、2011年（平成23年）に地権を取得した「いわせ下関青少年広場」をの再整備を終え、この日、開園式を執り行う。
- 2016年（平成28年）3月31日 - 神奈川県立近代美術館鎌倉館が閉館。
- 2017年（平成29年）5月15日 - 扇ガ谷にて、鎌倉歴史文化交流館の開館。

#### 令和
- 2019年（令和元年）
  - 6月 - 神奈川県立近代美術館鎌倉館が鎌倉文華館鶴岡ミュージアムにリニューアルオープン。
  - 9月10日 - 令和元年房総半島台風(台風15号)の影響で二階堂地区が被災。鎌倉市からの要請で災害派遣要請された陸上自衛隊が、鎌倉宮を避難所（一時避難場所）として指定して本部を設置し、9月10日から9月14日にかけて災害救助活動を実施。

### 行政区域の変遷
- 1939年（昭和14年）11月3日 - 鎌倉町と腰越町が新設合併し、鎌倉市が発足[47]。

- 1948年（昭和23年）
  - 1月1日 - 深沢村を編入[33]。
  - 6月1日 - 大船町を編入[34]。これをもって鎌倉郡が消滅する。
- 1961年（昭和36年）10月25日 - 藤沢市と境界変更[38]。
- 1972年（昭和47年）5月1日 - 逗子市と境界変更[41]。

## 行政
市章は、源氏の家紋だったといわれる「笹りんどう」。

### 市長
現職市長
- 市長
  - 松尾 崇（まつお たかし）

2009年（平成21年）10月25日初当選（36歳、無所属）、11月1日就任、2013年（平成25年）10月31日退任。同年10月27日再選（40歳、無所属）、11月1日再任、2017年（平成29年）10月31日退任。同年10月22日再選（44歳、無所属）、11月1日再任。2021年（令和3年）10月31日退任。同年10月17日再選（48歳、無所属）。11月1日再任。現在は4期目で、任期満了日は2025年（令和7年）10月31日。
- 副市長
  - 比留間 彰（ひるま あきら）：2022年（令和4年）4月1日初就任[51]。任期満了日は2026年（令和8年）3月31日。
  - 千田 勝一郎（ちだ しょういちろう）：2019年（平成31年）1月7日初就任[52]。任期満了日は2023年（令和5年）1月7日。

歴代市長
- 出典1 - 選挙管理委員会事務局 (2015年10月15日). “過去の選挙記録 - 鎌倉市の選挙”. 公式ウェブサイト.   鎌倉市. 2018年3月22日閲覧。 ※第21代まで。
- 出典2 - 経営企画部秘書広報課 (2015年1月23日). “歴代市長”. 公式ウェブサイト.   鎌倉市. 2018年3月22日閲覧。 ※第22代まで。

首長の代数（歴代）の数え方は何種類もあるが、本節では (a)(b) を添える形で書き分けながら解説する。表示欄では「代(a)」「代(b)」という名で2種類を記載した。「代(a)」は、就任のあるたびにカウントする方式に基づく代数であり、「代(b)」は、同一人物による連続就任をカウントしない方式に基づく代数である。鎌倉市は「代(a)」の方式を採っているが（他の例：八王子市歴代市長、弘前市歴代市長、浜松市歴代市長）、「代(b)」の方式を採る自治体も多く（例：京都市歴代市長、大垣市歴代市長）、(a) と (b) の違いを認識しないまま単純に比較すると誤解が生まれる。なお、返り咲きがあろうとも同一人物を1カウントとする方式もあるが、鎌倉市にこれを当てはめると磯部が2回就任しているため、(b) の代数から 1 が引かれる。
| 代(a) | 代(b) | 氏名         | 就任年月日                 | 退任年月日                 | 備考 |
| ----- | ----- | ------------ | -------------------------- | -------------------------- | --- |
| 1     | 1     | 清川来吉     | 1940年（昭和15年）4月9日   | 1940年（昭和15年）11月16日 | 1939年（昭和14年）11月3日、鎌倉市が発足。市長が選出されて就任するまでの間は、市長職務代行者が置かれるが、旧合併特例法に基づく特例事項で都道府県知事等もしくは施行前の首長がこれを務める。鎌倉市の係る資料は確認できないが、おそらく旧鎌倉町長・清川來吉が務めた。その後、清川が選出され、初代市長に就任した。 |
| 2     | 2     | 鈴木富士彌   | 1940年（昭和15年）12月24日 | 1944年（昭和19年）12月23日 | 1期目4年を満了。 |
| 3     | 2     | 鈴木富士彌   | 1944年（昭和19年）12月24日 | 1945年（昭和20年）12月10日 | 2期目の1周年を目前に体調を崩して辞任か。辞任のおよそ1か月後に死亡している。 |
| 4     | 3     | 磯部利右衛門 | 1946年（昭和21年）1月25日  | 1947年（昭和22年）3月25日  | 無所属。1期4年を満了せず。 |
| 5     | 3     | 磯部利右衛門 | 1947年（昭和22年）4月5日   | 1951年（昭和26年）4月4日   | 無所属。1期分4年を満了。 |
| 6     | 4     | 草間時光     | 1951年（昭和26年）4月24日  | 1955年（昭和30年）4月23日  | 無所属。1期4年を満了。 |
| 7     | 5     | 磯部利右衛門 | 1955年（昭和30年）5月1日   | 1958年（昭和33年）7月17日  | 無所属。在任中に死亡。 |
| 8     | 6     | 山本正一     | 1958年（昭和33年）9月3日   | 1962年（昭和37年）9月2日   | 自由民主党。1期目4年を満了。 |
| 9     | 6     | 山本正一     | 1962年（昭和37年）9月3日   | 1966年（昭和41年）9月2日   | 自由民主党。2期目4年を満了。 |
| 10    | 6     | 山本正一     | 1966年（昭和41年）9月3日   | 1970年（昭和45年）9月2日   | 自由民主党。3期目4年を満了。 |
| 11    | 7     | 正木千冬     | 1970年（昭和45年）9月3日   | 1974年（昭和49年）9月2日   | 鎌倉市民連合。1期目4年を満了。 |
| 12    | 7     | 正木千冬     | 1974年（昭和49年）9月3日   | 1978年（昭和53年）9月2日   | 鎌倉市民連合。2期目4年を満了。3選を目指すも落選。 |
| 13    | 8     | 渡辺隆       | 1978年（昭和53年）9月3日   | 1981年（昭和56年）9月10日  | 無所属。在任中に病死。 |
| 14    | 9     | 小島寅雄     | 1981年（昭和56年）11月1日  | 1985年（昭和60年）10月31日 | 無所属。1期4年を満了。 |
| 15    | 10    | 中西功       | 1985年（昭和60年）11月1日  | 1989年（平成元年）10月31日 | 無所属。1期目4年を満了。 |
| 16    | 10    | 中西功       | 1989年（平成元年）11月1日  | 1993年（平成5年）10月31日  | 無所属。2期目4年を満了。3選を目指すも落選。 |
| 17    | 11    | 竹内謙       | 1993年（平成5年）11月1日   | 1997年（平成9年）10月31日  | 鎌倉を愛する市民の会。1期目4年を満了。 |
| 18    | 11    | 竹内謙       | 1997年（平成9年）11月1日   | 2001年（平成13年）10月31日 | 無所属。2期目4年を満了。3選は目指さず。 |
| 19    | 12    | 石渡徳一     | 2001年（平成13年）11月1日  | 2005年（平成17年）10月31日 | 2001年（平成13年）10月21日、48歳で初当選。無所属。1期目4年を満了。 |
| 20    | 12    | 石渡徳一     | 2005年（平成17年）11月1日  | 2009年（平成21年）10月31日 | 無所属。2期目4年を満了。3選は目指さず。 |
| 21    | 13    | 松尾崇       | 2009年（平成21年）11月1日  | 2013年（平成25年）10月31日 | 2009年（平成21年）10月25日、36歳で初当選。無所属。1期目4年を満了。 |
| 22    | 13    | 松尾崇       | 2013年（平成25年）11月1日  | 2017年（平成29年）10月31日 | 無所属。2期目4年を満了。 |
| 23    | 13    | 松尾崇       | 2017年（平成29年）11月1日  | 2021年（令和3年）10月31日  | 無所属。3期目4年を満了。 |
| 24    | 13    | 松尾崇       | 2021年（令和3年）11月1日   | （ 現 職 ）                | 無所属。現在は4期目で、任期満了日は2025年（令和7年）10月31日。 |

### 市政機関
市役所
- 鎌倉市役所 - 御成町18-10に所在。
  - 深沢支所 - 常盤111-3に所在。
  - 腰越支所 - 腰越864に所在。
  - 大船支所 - 大船2-1-26に所在。

### 不祥事等
- 1970年（昭和45年）に革新市長・正木千冬が誕生すると、勧奨退職金の最高額を90ヶ月分から130ヶ月分にまで大幅にアップした[54]。これを受けて、1980年代には市職員が各省事務次官をしのぐ5千万円以上の高額退職金をもらう事例が続出し、「退職金日本一のお役所天国」と揶揄された。
- 2012年（平成24年）4月頃から2年間にわたり、市役所の生活福祉課の生活保護相談窓口の前に棚や衝立などを設置し、窓口を利用できない状態にしていたことが発覚した[55][56]。隣の窓口で生活保護相談を受け付ける旨の表示はあったが、同課を訪れた市民が窓口で引き返した例もあり、支援団体からの指摘を受けて窓口を再開した。松尾崇市長はツイッター上で本件について謝罪した[57]。

## 議会

### 県議会
- 選挙区：鎌倉市選挙区
- 定数：2人
- 任期：2019年4月30日 - 2023年4月29日
- 投票日：2019年4月7日
- 当日有権者数：148,003人
- 投票率：39.78%

| 候補者名   | 当落 | 年齢 | 党派名                 | 新旧別 | 得票数   |
| ---------- | ---- | ---- | ---------------------- | ------ | -------- |
| 永田磨梨奈 | 当   | 36   | 自由民主党             | 新     | 20,900票 |
| 飯野眞毅   | 当   | 47   | 立憲民主党             | 新     | 18,735票 |
| 三宅真里   | 落   | 61   | 神奈川ネットワーク運動 | 新     | 10,979票 |
| 岩田薫     | 落   | 66   | 諸派                   | 新     | 6,623票  |

### 衆議院
- 選挙区：神奈川4区（横浜市栄区、鎌倉市、逗子市、三浦郡）
- 任期：2021年10月31日 - 2025年10月30日
- 投票日：2021年10月31日
- 当日有権者数：332,708人
- 投票率：61.70％

| 当落 | 候補者名   | 年齢 | 所属党派     | 新旧別 | 得票数   | 重複 |
| ---- | ---------- | ---- | ------------ | ------ | -------- | ---- |
| 当   | 早稲田夕季 | 62   | 立憲民主党   | 前     | 66,841票 | ○    |
|      | 浅尾慶一郎 | 57   | 無所属       | 元     | 63,687票 |      |
| 比当 | 山本朋広   | 46   | 自由民主党   | 前     | 47,511票 | ○    |
|      | 高谷清彦   | 42   | 日本維新の会 | 新     | 16,559票 | ○    |
|      | 大西恒樹   | 57   | 無所属       | 新     | 7,790票  |      |

## 国家機関

### 財務省
税務署
- 鎌倉税務署 - 佐助1-9-30に所在。管轄区域は、鎌倉市、逗子市、三浦郡葉山町。

### 法務省
検察庁
- 鎌倉区検察庁 - 庁舎は横浜地方検察庁本庁舎（横浜市中区日本大通9）内に所在。管轄区域は、鎌倉市、横浜市（戸塚区、栄区、泉区）。

### 裁判所
- 鎌倉簡易裁判所 - 由比ガ浜2-23-22に所在。

## 施設

### 警察
- 鎌倉警察署（由比ガ浜2-11-26）
  - 交番 - 鎌倉駅前交番など、9ヶ所。鎌倉市南部
  - 駐在所 - 6ヶ所。
- 大船警察署（大船1709-2）
  - 交番 - 大船駅前交番など、4ヶ所。鎌倉市北部
  - 駐在所 - 今泉駐在所のみ。

### 消防
本部
- 鎌倉市消防本部 - 大船3-5-10に所在。管轄区域は、鎌倉市全域。

消防署
- 鎌倉消防署 - 由比ガ浜4-1-10に所在。
  - 腰越出張所 - 腰越4-9-12に所在。
  - 深沢出張所 - 手広1-16-12に所在。
  - 浄明寺出張所 - 浄明寺6-2-7に所在。
  - 七里ガ浜出張所 - 七里ガ浜東1-2-5に所在。
- 大船消防署 - 大船3-5-10に所在。
  - 玉縄出張所 - 玉縄2-5-2に所在。
  - 今泉出張所 - 今泉2-4-25に所在。

消防団
- 鎌倉市消防団 - 本部は鎌倉市消防本部消防総務課に所在[58]。全28分団、鎌倉地区11分団、深沢地区6分団、大船地区10分団（2016年時点）[58]。女性団員数は2人と少ない（2016年時点）[58]。

### 医療
医療提供施設は特筆性の高いもののみを記載する。急患診療所以外の医療提供施設の記載順は「#町名」節の記載順を基準としている。
一次医療圏

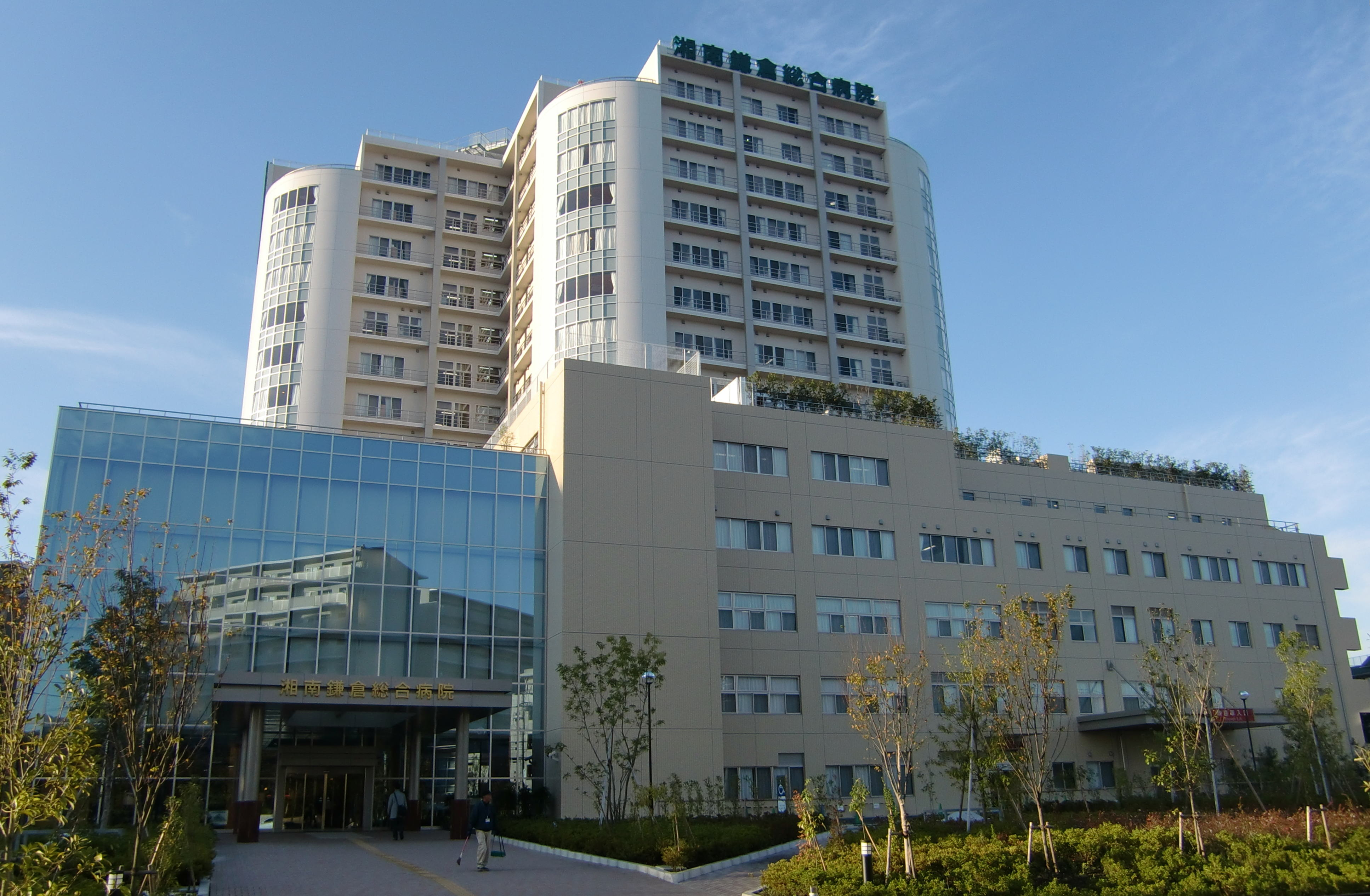
湘南鎌倉総合病院

- 鎌倉市医師会休日夜間急患診療所 - 材木座3-5-35に所在。
- 額田記念病院 - 総合病院。大町4-6-6に所在。
- 清川病院 - 総合病院。救急指定病院（輪番制）。小町2-13-7に所在。
- 鎌倉ヒロ病院 - 救急指定病院（輪番制）。材木座1-7-22に所在。
- 鎌倉病院 - 救急指定病院（輪番制）。長谷3-1-8に所在。
- 医療法人社団 南浜会 鈴木病院 - 総合病院。救急指定病院（輪番制）。腰越1-1-1に所在。
- 湘南記念病院 - 総合病院。救急指定病院（輪番制）。笛田2-2-60に所在。
- 大船中央病院 - 総合病院。救急指定病院（輪番制）。大船6-2-24に所在。
- 湘南鎌倉総合病院 - 総合病院。救急指定病院（鎌倉市唯一の救命救急センター）。岡本1370-1に所在。

広域医療圏
鎌倉市が属する広域医療圏は、二次医療圏（二次保健医療圏）としては「横須賀・三浦医療圏（横須賀・三浦保健医療圏）」（管轄区域：横須賀市、鎌倉市、逗子市、三浦市、葉山町）である。三次医療圏は「神奈川県医療圏」（管轄区域：神奈川県全域）。

### 郵便
- 鎌倉郵便局 - 小町1-10-3に所在。

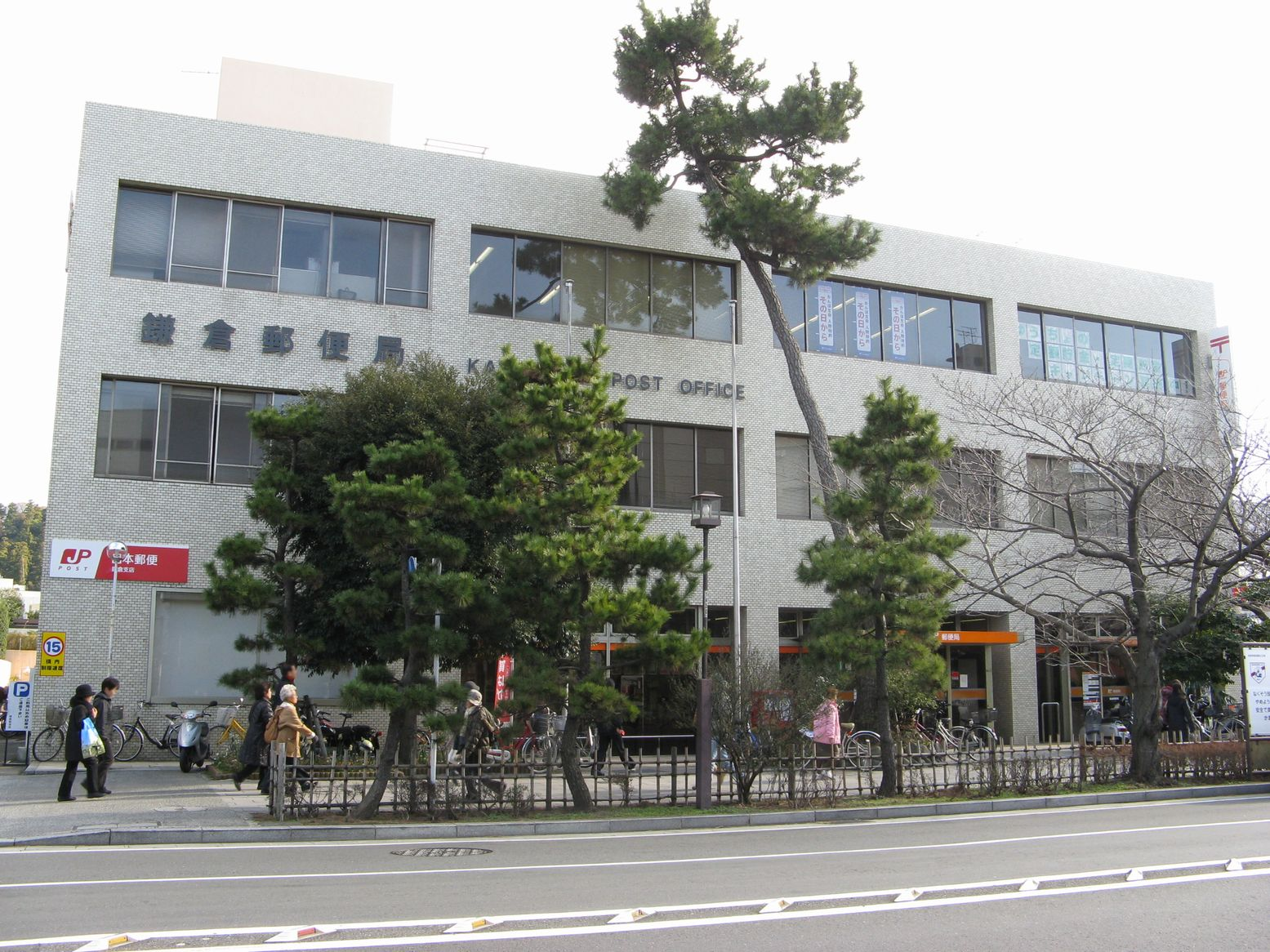
鎌倉郵便局

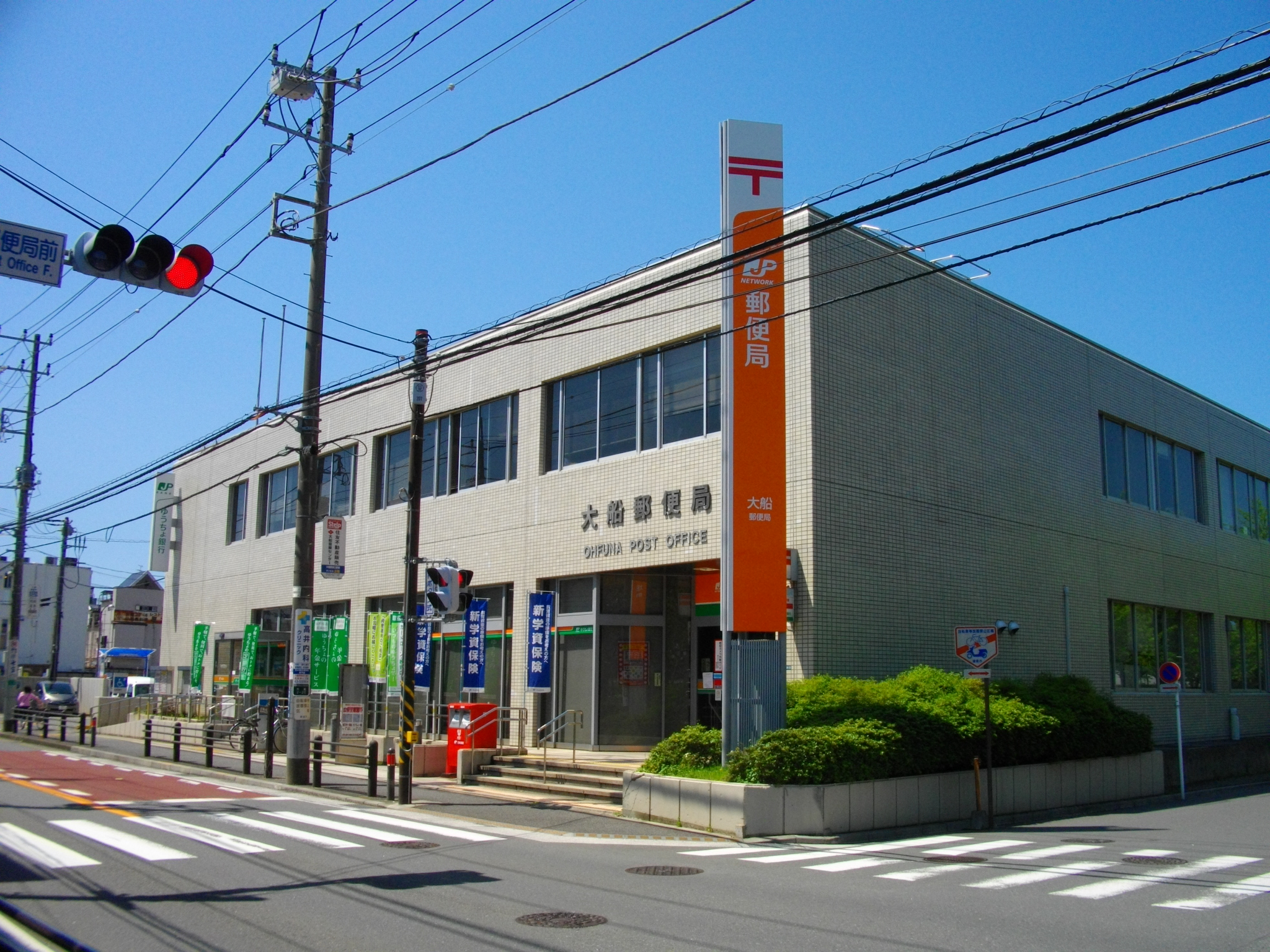
大船郵便局

- 鎌倉材木座郵便局 - 材木座3-17-30に所在。
- 鎌倉浄明寺郵便局 - 浄明寺3-2-20に所在。
- 鎌倉長谷郵便局 - 長谷1-15-11に所在。
- 鎌倉由比ヶ浜郵便局 - 由比ガ浜3-9-45に所在。
- 鎌倉雪ノ下郵便局 - 雪ノ下1-10-6に所在。
- 鎌倉稲村ガ崎郵便局 - 稲村ガ崎1-15-18に所在。
- 腰越郵便局 - 腰越3-1-23に所在。
- 鎌倉津西郵便局 - 津西1-1-14に所在。
- 西鎌倉郵便局 - 西鎌倉1-3-4に所在。
- 鎌倉梶原郵便局 - 梶原2-34-8に所在。
- 深沢郵便局 - 常盤60-3に所在。
- 鎌倉手広郵便局 - 笛田1-8-4に所在。
- 鎌倉今泉台郵便局 - 今泉台4-19-17に所在。
- 大船ルミネウィング内郵便局 - 大船1-4-1 大船ルミネウィング内に所在。
- 大船郵便局 - 大船2-20-23に所在。
- 鎌倉大船三郵便局 - 大船3-15-29に所在。
- 鎌倉台郵便局 - 台3-11-21に所在。
- 鎌倉小坂郵便局 - 山ノ内739に所在。
- 鎌倉植木郵便局 - 植木580に所在。
- 鎌倉岡本郵便局 - 岡本2-12-4に所在。

### 文化施設

#### 図書館
- 鎌倉市中央図書館 - 御成町20-35に所在。
- 鎌倉市大船図書館 - 大船2-1-26に所在。
- 鎌倉市玉縄図書館 - 岡本2-16-3に所在。
- 鎌倉市深沢図書館 - 常盤111-3に所在。
- 鎌倉市腰越図書館 - 腰越864に所在。

#### 交流施設
- 鎌倉歴史文化交流館 - 扇ガ谷1-5-1に所在。

## 対外関係

### 姉妹都市・提携都市

#### 海外
姉妹都市
- ニース市（フランス共和国 プロヴァンス・アルプ・コートダジュール地方）
1966年（昭和41年）11月9日 - 姉妹都市提携の盟約締結。
- 敦煌市（中華人民共和国 甘粛省）
1998年（平成10年）9月28日 - 友好都市提携の盟約締結。
- 安東市（大韓民国 慶尚北道）
2013年（平成25年）7月23日 - パートナーシティの提携締結。
- ナッシュビル市（アメリカ合衆国 テネシー州）
2014年（平成26年）9月20日 - パートナーシティの提携締結。

#### 国内
姉妹都市
- 萩市（中国地方 山口県）
1979年（昭和54年）11月2日 - 姉妹都市提携の盟約締結。
- 上田市（中部地方 長野県）
1979年（昭和54年）11月5日 - 姉妹都市提携の盟約締結。
- 足利市（関東地方 栃木県）
1982年（昭和57年）4月26日 - 姉妹都市提携の盟約締結。
- 七ヶ浜町（東北地方 宮城県）
2014年（平成26年）8月27日 - パートナーシティの提携締結。
- 大船渡市（東北地方 岩手県）
2014年（平成26年）12月22日 - パートナーシティの提携締結。

## 情報・通信
鎌倉市は三方を山に囲まれているため市外からの電波が入りにくく、古都保存法によって新たな中継局設置も困難なことから、地上デジタル放送の難視聴世帯が多く発生すると見られている。これに対し、市ではケーブルテレビによる解決を図っている。

### マスメディア

#### 放送局
テレビ放送
- J:COM 鎌倉（ケーブルテレビ）

ラジオ放送
- 鎌倉エフエム放送（コミュニティ放送）

## 生活基盤

### ライフライン

#### 水道
上水道
- 鎌倉水道営業所 - 御成町12-18に所在。管轄区域は、鎌倉市、逗子市、三浦郡葉山町（湘南国際村を除く）の全域[63]。

下水道
- 山崎浄化センター - 山崎354-2に所在。大船、今泉、玉縄、植木などの地域の汚水を処理するための下水道終末処理場。放流先水域は、山崎川雨水幹線。1993年（平成5年）6月1日運転開始[40]。
- 七里ガ浜浄化センター - 七里ガ浜東5-3-1に所在。鎌倉旧市街、七里ガ浜、腰越、西鎌倉などの地域の汚水を処理するための下水道終末処理場。放流先水域は、七里ガ浜雨水幹線（行合川）。1972年（昭和47年）3月15日運転開始[40]。

#### 清掃事業
清掃
- 名越クリーンセンター - 大町5-11-16に所在[64][44]。
- 今泉クリーンセンター - 今泉4-1-1に所在。
- 深沢クリーンセンター - 笛田3-24-1に所在。
- 笛田リサイクルセンター - 笛田1-11-34に所在。

最終処分
名越クリーンセンターと今泉クリーンセンターから発生する焼却残渣は、2000年（平成12年）4月以降は全量を溶融固化処理を行っており、最終処分場での埋め立ては行われなくなった。
- 一般廃棄物最終処分場 - 関谷字島ノ神1522-1外に所在[64][44]。

## 教育
鎌倉市では、「鎌倉市奨学金制度」という奨学金制度がある。

### 大学・短期大学
- 鎌倉女子大学・短期大学部
- 湘南鎌倉医療大学

### 専門学校
- 鎌倉早見美容芸術専門学校

### 高等学校
公立
- 神奈川県立鎌倉高等学校
- 神奈川県立七里ガ浜高等学校
- 神奈川県立深沢高等学校
- 神奈川県立大船高等学校

私立
- 栄光学園高等学校
- 鎌倉学園高等学校
- 鎌倉女学院高等学校
- 鎌倉女子大学高等部
- 清泉女学院高等学校
- 北鎌倉女子学園高等学校

### 中学校
公立
| - 鎌倉市立第一中学校 - 鎌倉市立第二中学校 - 鎌倉市立大船中学校 | - 鎌倉市立岩瀬中学校 - 鎌倉市立玉縄中学校 - 鎌倉市立御成中学校 | - 鎌倉市立腰越中学校 - 鎌倉市立手広中学校 - 鎌倉市立深沢中学校 |

国立
- 横浜国立大学教育学部附属鎌倉中学校

私立
| - 栄光学園中学校 - 鎌倉学園中学校 | - 鎌倉女学院中学校 - 鎌倉女子大学中等部 | - 清泉女学院中学校 - 北鎌倉女子学園中学校 |

### 小学校
公立
| - 鎌倉市立第一小学校 - 鎌倉市立第二小学校 - 鎌倉市立大船小学校 - 鎌倉市立稲村ケ崎小学校 - 鎌倉市立関谷小学校 - 鎌倉市立玉縄小学校 | - 鎌倉市立御成小学校 - 鎌倉市立腰越小学校 - 鎌倉市立今泉小学校 - 鎌倉市立山崎小学校 - 鎌倉市立七里ガ浜小学校 | - 鎌倉市立小坂小学校 - 鎌倉市立植木小学校 - 鎌倉市立深沢小学校 - 鎌倉市立西鎌倉小学校 - 鎌倉市立富士塚小学校 |

国立
- 横浜国立大学教育学部附属鎌倉小学校（旧神奈川師範学校跡地）

私立
- 清泉小学校
- 鎌倉女子大学初等部

### 特別支援学校
- 神奈川県立鎌倉支援学校

## 交通

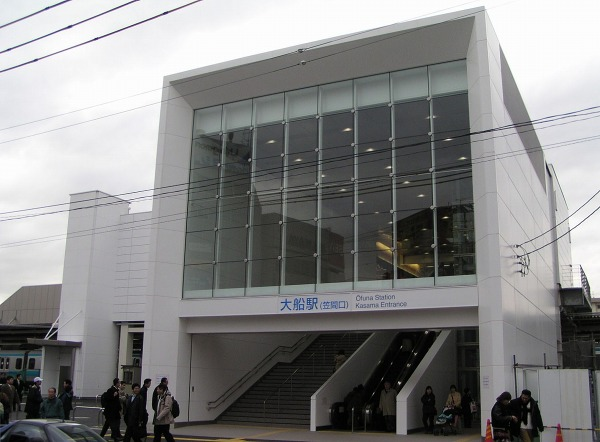
大船駅

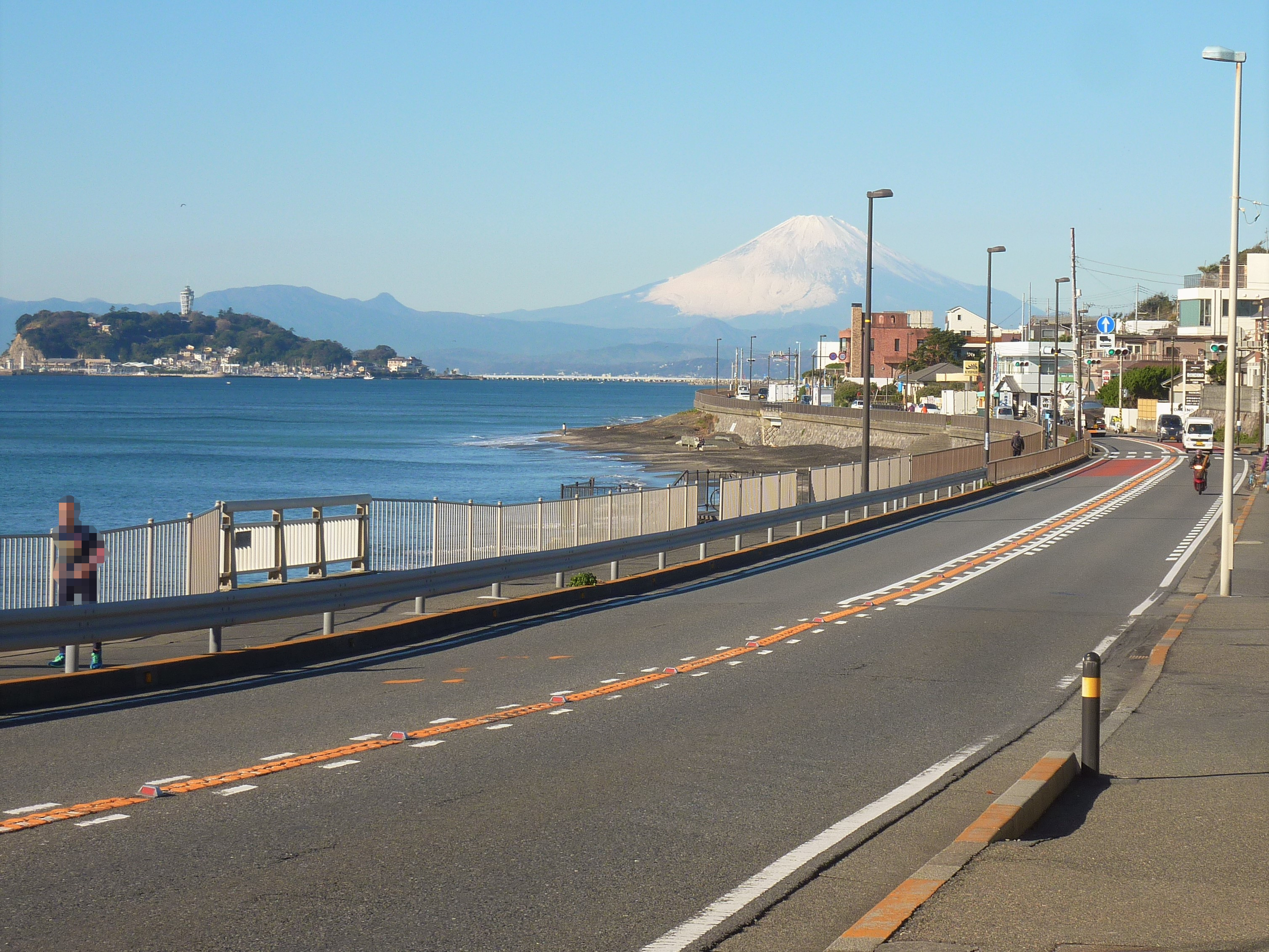
国道134号

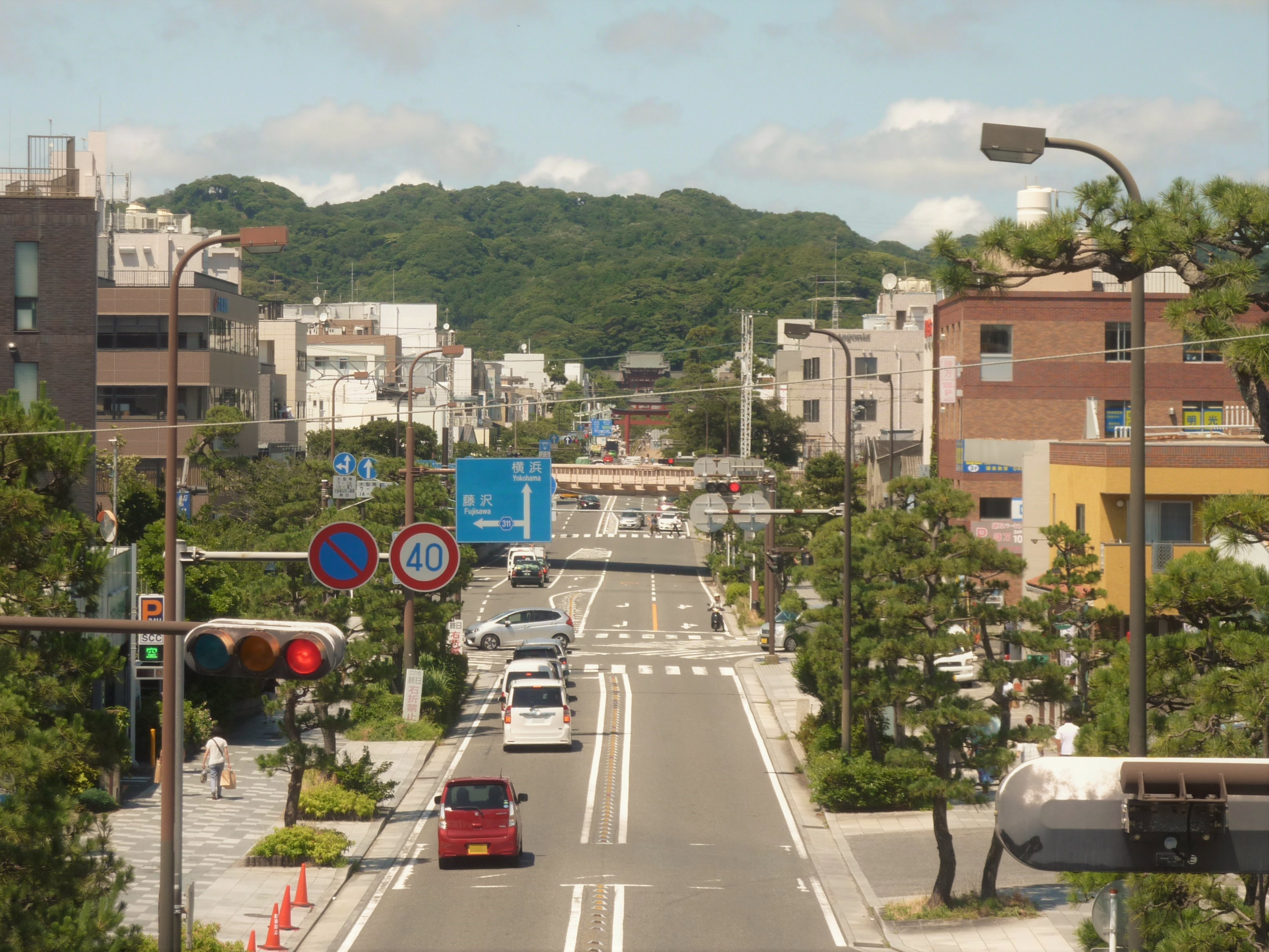
県道21号（若宮大路）

鎌倉市の交通については、鉄道は市の規模に対して充実している反面、道路については地形の特性上行き止まりが多く、交通は限られた路線に集中する上、幅員も狭く歩行者・自動車の分離も不十分でかつ計画道路整備率が県内平均に劣っていることなど、交通安全上・渋滞面で課題を抱えており、特に休日や海水浴シーズンには市内各所で激しく渋滞する。バス路線は地域内を網羅しサービス水準は高いものの、前述の道路面の課題に影響され定時性の確保が課題となっている。
この道路渋滞を少しでも緩和するため駐車上の整備とともにパークアンドライドが2001年度から本格実施されている。また、参拝客が集中する年末年始にかけては市内中心部（いわゆる鎌倉）を中心に大規模な交通規制が実施される。

### 鉄道
東日本旅客鉄道（JR東日本）
 東海道線・■上野東京ライン・ 湘南新宿ライン
- - 大船駅 -

 横須賀線・ 湘南新宿ライン
- - 大船駅 - 北鎌倉駅 - 鎌倉駅 -

 京浜東北・根岸線
- - 大船駅

湘南モノレール
■江の島線
- 大船駅 - 富士見町駅 - 湘南町屋駅 - 湘南深沢駅 - 西鎌倉駅 - 片瀬山駅 -

江ノ島電鉄 (江ノ電)
 江ノ島電鉄線
- - 腰越駅 - 鎌倉高校前駅 - 七里ヶ浜駅 - 稲村ヶ崎駅 - 極楽寺駅 - 長谷駅 - 由比ヶ浜駅 - 和田塚駅 - 鎌倉駅

### バス
オムニバスタウン政策をとっていることもあり、コミュニティバスの普及も見られる。

#### 路線バス
- 京浜急行バス
  - 鎌倉営業所
- 江ノ電バス（江ノ島電鉄）
  - 湘南営業所・鎌倉営業所・横浜営業所
- 神奈川中央交通

### 人力車・馬車
明治・大正期に隆盛を極めたが、自動車の普及で衰退して一時途絶したものの、人力車は市内観光用として昭和末期に復活した。現代では個人営業以外に人力車を運用する企業も市内に存在する。
同様に観光馬車も復活しているが、複数の車が営業を行っている人力車に比べるとマイナー存在である。
人力車
- 鎌倉有風亭 - 1983年、鎌倉で最初に人力車を復活させたパイオニア。人力車屋業界では箱根以東で、もっとも歴史が古い店舗。
- 鎌倉力車 - 東京都台東区（浅草）にある東京力車の系列会社。
- 人力車えびす屋鎌倉 - 1992年に京都で創業された人力車会社、えびす屋の系列店。同店は鎌倉店以外に京都東山、小樽、浅草、宮島、倉敷、関門、湯布院に店舗が存在。

### 道路
国道
- 国道134号

県道
- 神奈川県道21号横浜鎌倉線
- 神奈川県道23号原宿六ツ浦線
- 神奈川県道32号藤沢鎌倉線
- 神奈川県道203号大船停車場矢部線
- 神奈川県道204号金沢鎌倉線
- 神奈川県道301号大船停車場線
- 神奈川県道302号小袋谷藤沢線
- 神奈川県道303号鎌倉停車場線
- 神奈川県道304号腰越大船線
- 神奈川県道311号鎌倉葉山線
- 神奈川県道312号田谷藤沢線
- 神奈川県道402号阿久和鎌倉線

### ナンバープレート
鎌倉市は、横浜ナンバー（神奈川運輸支局）を割り当てられている。
横浜ナンバー割り当て地域
- 横浜市・鎌倉市・逗子市・横須賀市・三浦市・三浦郡（葉山町）

バイクの場合は、江ノ電が描かれたご当地ナンバープレートが存在する。

### 鎌倉フリー環境手形
- 鎌倉フリー環境手形は、地域の交通を自由に使える共通の切符。

## 観光
年間延べ観光客数は約1,902万人。以下に主要な名所などを掲げる。なお、国宝・国指定文化財は216件であり、鎌倉の歴史的建造物群には「武家の古都・鎌倉」として、日本の世界遺産暫定リストに登録されているものがある。

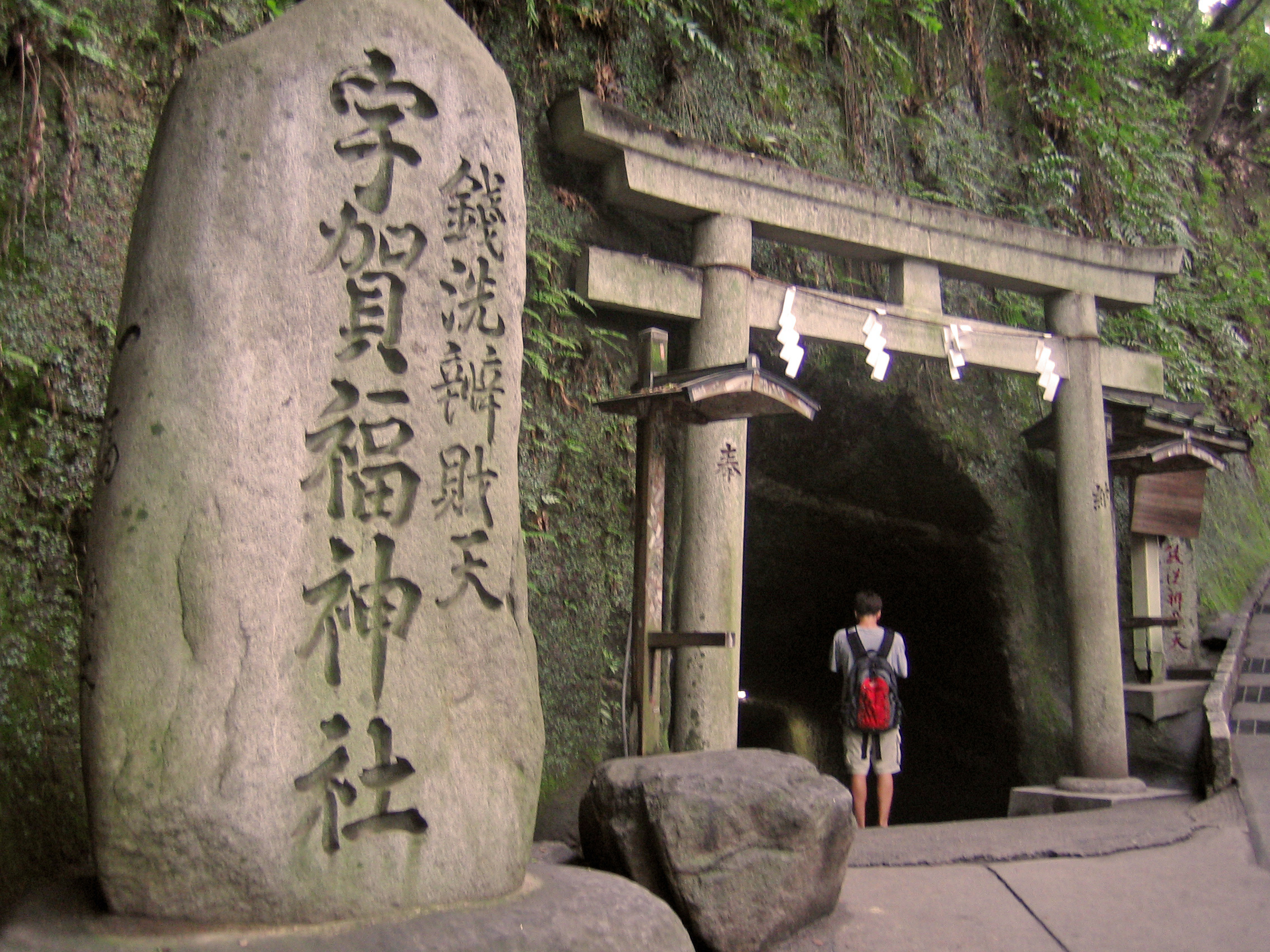
銭洗弁財天宇賀福神社

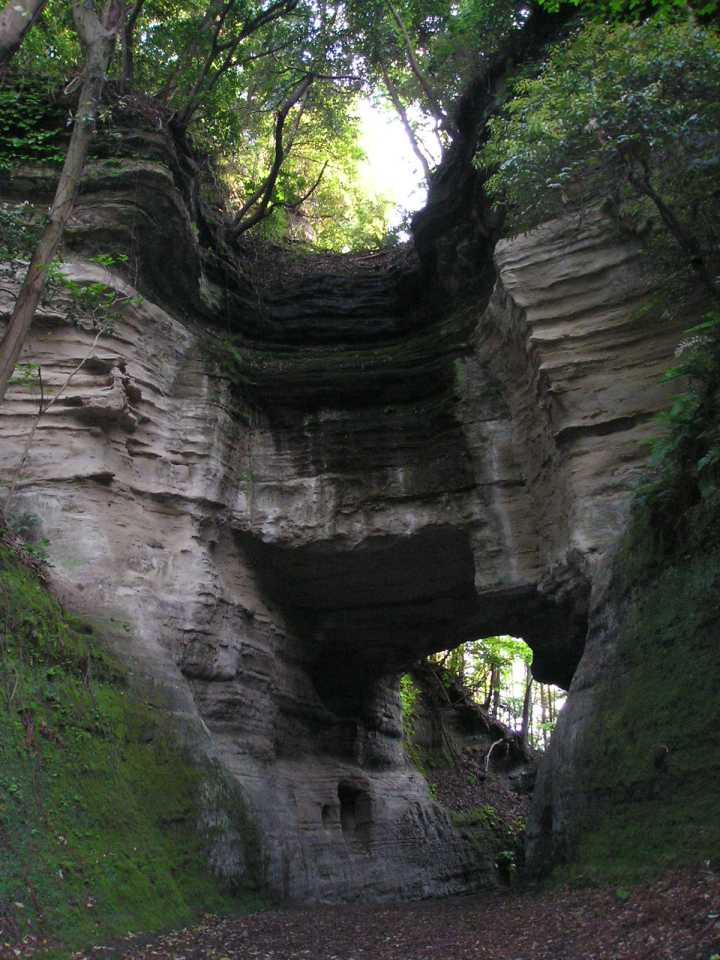
釈迦堂切通し／浄明寺側より望む。通行禁止前

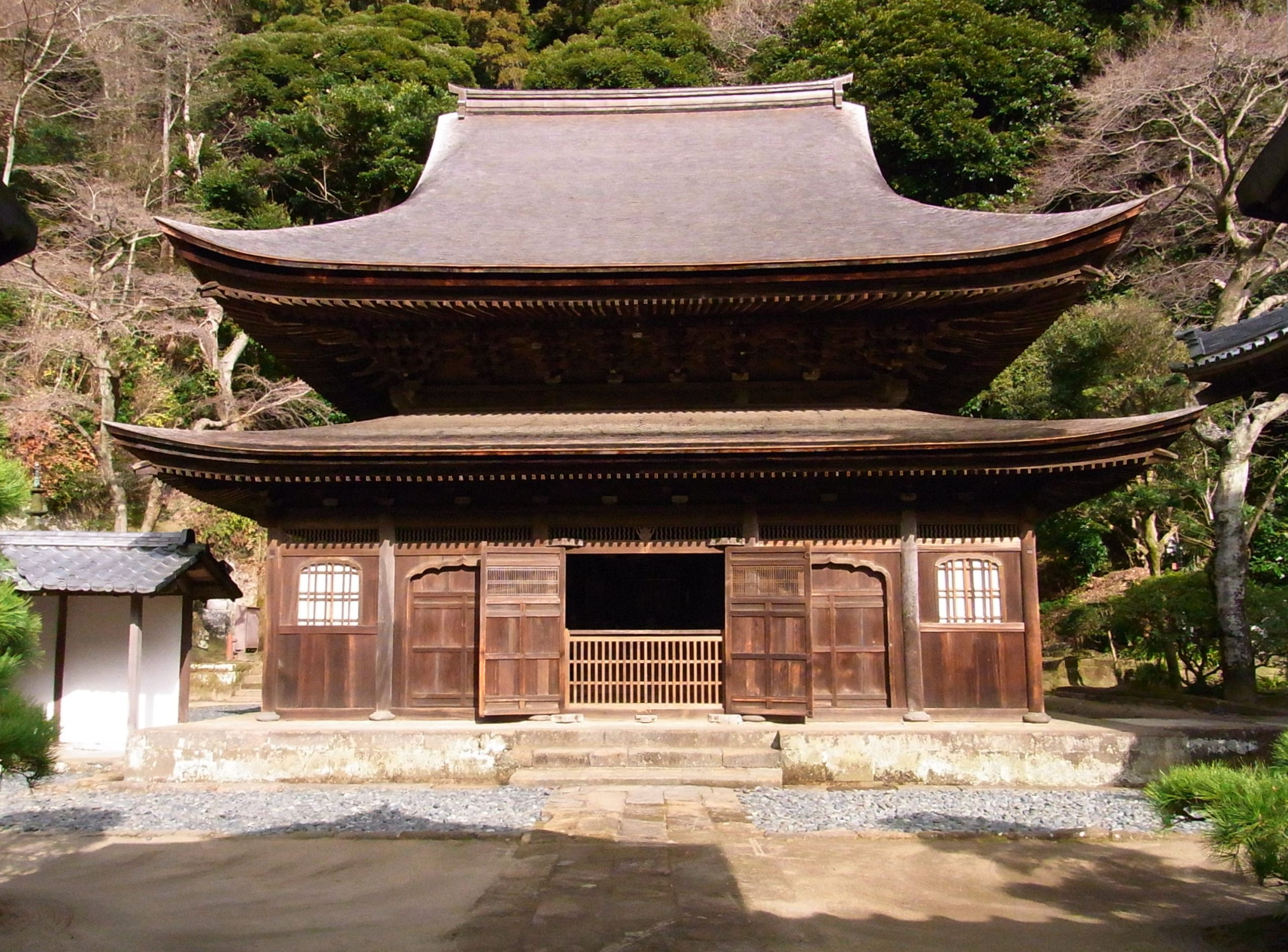
円覚寺舎利殿／国宝

### 名所・旧跡
- 鶴岡八幡宮
- 段葛
- 和田塚

### 観光スポット
- 神奈川県立近代美術館
- 鎌倉国宝館
- 鎌倉文学館
- 寿福寺 - 鎌倉五山の一つ。
- 宇賀福神社 - 銭洗弁天とも呼ばれる。■右列に画像あり
- 高徳院（鎌倉大仏）
- 長谷寺
- 極楽稲村ヶ崎
- 鎌倉七口
  - 釈迦堂切通し- 七口には含まれないが、洞門状の偉容が鎌倉切通しの象徴的な存在であった。現在崩落の危険があって通行禁止。■右列に画像あり
- 北鎌倉（山ノ内）
  - 建長寺 - 鎌倉五山の一つ。
  - 円覚寺 - 鎌倉五山の一つ。舎利殿は、関東大震災で倒壊したが、復旧された。神奈川県唯一の国宝建造物。■右列に画像あり
  - 明月院 - あじさい寺とも呼ばれる
- 大船
  - 大船観音
  - 常楽寺
- 由比ヶ浜南遺跡

### レジャー
- 材木座海岸・由比ヶ浜・七里ヶ浜・湘南海岸
- 神奈川県立フラワーセンター大船植物園
- ハイキングコース（裏大仏コース、天園コースなど） - ウェイバックマシン（2003年11月26日アーカイブ分）
- 鎌倉芸術館
- 自然・都市公園：鎌倉中央公園[67]、鎌倉広町緑地、源氏山公園、散在ガ池森林公園など

### その他
- 稲村ヶ崎温泉

## 文化・名物

### 祭事・催事

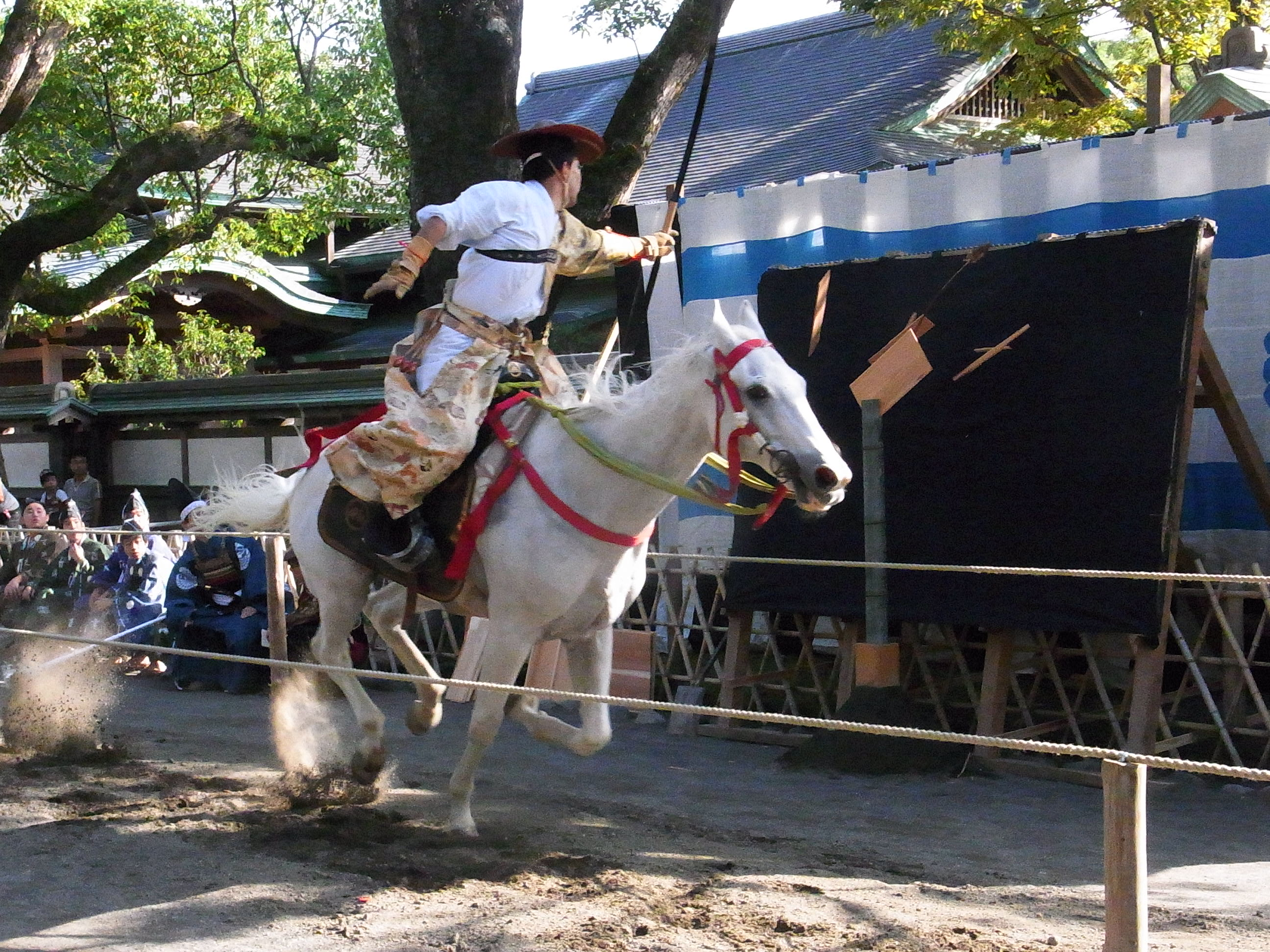
鶴岡八幡宮 流鏑馬

- 鶴岡八幡宮で催される祭事については、当該項目も参照のこと。
  - 東日本大震災復興祈願祭（3月）
  - 鎌倉祭り（4月）
  - 夏越（なごし）祭り（8月）
  - ぼんぼり祭り（8月）
  - 鶴岡八幡宮秋期例大祭（9月）
  - 面掛行列（9月）
  - 御鎮座記念祭（12月）

鎌倉祭りと鶴岡八幡宮秋期例大祭では、流鏑馬が奉納される（画像を参照）。

- 鎌倉花火大会（7・8月）

1949年（昭和24年）より開始。材木座・由比ヶ浜海岸を会場とし、海岸に打ち上げ用の船を停泊させて海上から花火を打ち上げる水上花火・水中花火がある。
- 洪鐘弁天大祭（60年に1度）
  - 円覚寺と江島神社（藤沢市）が共同開催する祭礼。1301年（正安3年）に鋳造された国宝の梵鐘「洪鐘（おおがね/こうしょう）」の完成を祝い、60年に1度の庚子年周期で開催される。2020年（令和2年）の庚子年開催がコロナ禍で延期され、2023年（令和5年）10月29日に開催。

### 名産・特産
- 鎌倉彫
- 鎌倉丼
- しらす丼
- たたみいわし
- しらすの沖漬け
- 鳩サブレー - 豊島屋が明治時代から販売しているサブレー。
- けんちん汁 - 建長寺が由来とされている
- 大船軒サンドウィッチ - 大船軒が明治32年から大船駅で販売している日本初のサンドイッチ駅弁。
- 鯵の押し寿司 - 大船軒が大正2年から販売している大船駅の駅弁。
- かまくらカスター
- 鎌倉野菜
- 鎌倉ハム - 発祥は旧鎌倉郡(現横浜市戸塚区)だが、鎌倉市の富岡商会でも明治時代より製造販売している。

### 文士と鎌倉
「#鎌倉文士」も参照。

#### 国木田独歩
国木田独歩は1902年（明治35年）に鎌倉を訪れ、最初は御霊神社内の貸家に居を構えたが友人の押川春浪が紹介した貸別荘が気に入って賃貸することにし、後に代表作の一つとなる『運命論者』をここで執筆した。間もなく、妻子を呼び寄せ、「鎌倉ほど住みやすい所はない」「風光明媚なる為、どうしても（鎌倉を）離れられない」と述べたが、数ヶ月後に就職口が見付かって帰京することになる。
その後、『鎌倉夫人』や『空知川の岸辺』、『非凡の凡人』などの諸作品を執筆するが、1908年（明治41年）に、結核によってこの世を去った。享年38歳。

#### 芥川龍之介
芥川龍之介は、1916年（大正5年）7月に東京帝国大学（現・東京大学）英吉利文学科を卒業した後、恩師の紹介で横須賀にある海軍機関学校英語教授嘱託として12月付けで赴任することになり、東京から鎌倉町和田塚（現・由比ガ浜4-8付近）へ転居して、江之島電気鉄道（現・江ノ島電鉄）沿線で下宿生活を始める。
その後1917年（大正8年）9月にいったん横須賀市汐入町へ転居したが、1918年（大正7年）3月になって大町字辻の小山別邸内に借家として新居を構え、1919年（大正8年）3月末に海軍機関学校を退職し、田端の自宅（東京府北豊島郡滝野川町田端、現在の東京都北区田端1-19-18。田端文士村も参照）に戻るまで暮らした。
おおよそ1917年から1919年までの間、芥川が生活と文筆活動の本拠を鎌倉に置いたことは、1923年（大正12年）の関東大震災発生以降に文化人が鎌倉へ移住し「鎌倉文士」と呼ばれた時代の先駆けとされる。

#### 大佛次郎
大佛次郎は、1921年（大正10年）2月に妻となる女優の吾妻光（本名・原田酉子）と学生結婚するのを機に鎌倉へ移住し、鎌倉女学校（現在の鎌倉女学院）で教鞭を執った。大佛と言えば『鞍馬天狗』をはじめとする娯楽小説の大家として有名であるが、これは関東大震災の影響で文芸界が劇作家をやれる状況でなくなり、困窮した大佛が時代劇娯楽小説、通称「マゲもの」に手を出さざる得なかったためだが、これが当たって以後、次々に作品が生まれ出ることとなる。大佛次郎のペンネームも鎌倉の大仏にちなむもの、当時は長谷大仏の裏に住んでいたところから、「マゲもの」掲載時にペンネームを求められた際にあわてて名付けたとされる。
流行作家となった大佛は、鎌倉でたびたび転居し住まいを変えているが、これは生来の猫好きが原因だったようで、ひととき住んでいた材木座の借家は退去する際、畳を変えた上に襖や障子も新調し「小説家というのは感心な者だ」と家主に褒められたが、実際には十数匹の飼い猫が残した惨状を回復するためそうせざる得なかったという。この家を退去後、1928年（昭和4年）に雪ノ下（神奈川県鎌倉市雪ノ下1丁目11-22）に新居を構えたが、これが大佛の終の住まいとなった。1945年（昭和20年）に鎌倉文庫設立の参加や、研究社の『学生』の主筆となり、1949年（昭和24年）まで「鎌倉通信」を連載し、財団法人鎌倉風致保存会の設立発起人及び初代理事を務めた際にもここを住まいとしていた。この鎌倉の邸宅は大佛の没後、「大佛茶廊」として2019年8月まで週末のみ一般公開されていた。
1973年（昭和48年）に病没した。没後は鎌倉扇ヶ谷の寿福寺に葬られた。

### スポーツ

#### 野球
- WIEN BASEBALL CLUB（JABA）

#### ソフトボール

##### 男子
- 植木シャトーズ（鎌倉リーグ1部）
- 鎌倉第一スターズ（鎌倉リーグ1部）
- 三菱電機 鎌倉（鎌倉リーグ1部）
- EST（鎌倉リーグ1部）
- 深沢ピジョンズ（鎌倉リーグ1部）
- ゼオン梶原（鎌倉リーグ1部）
- サンダース V（鎌倉リーグ1部）
- 腰越ソフトボールクラブ（鎌倉リーグ1部）
- SKAP（鎌倉リーグ2部）
- HolyBacchus（鎌倉リーグ2部）
- 御成倶楽部（鎌倉リーグ2部）
- 西鎌倉ベアーズ（鎌倉リーグ2部）
- クマーズ（鎌倉リーグ2部）
- FUNKEES（鎌倉リーグ2部）
- 稲村アロハビアーズ（鎌倉リーグ2部）
- シーガルズ（鎌倉リーグ2部）
- 鎌倉サンライズ（鎌倉リーグ3部）
- ESTプレミアム（鎌倉リーグ3部）
- ISG・UFO（鎌倉リーグ3部）
- Cool Wave（鎌倉リーグ3部）
- ナスラック（鎌倉リーグ3部）
- トータス（鎌倉リーグ3部）
- 七里ガハマーズ（鎌倉リーグ3部）
- ウラニワーズ（鎌倉リーグ3部）
- MSC（鎌倉リーグ3部）

##### 女子
- 鎌倉エンジェルス（鎌倉リーグ）
- 深沢レグルス（鎌倉リーグ）

#### サッカー
- 湘南ベルマーレ（Jリーグ）
- 鎌倉インターナショナルFC（神奈川県社会人サッカーリーグ2部）
- 鎌倉インターナショナルFCサテライト（神奈川県社会人サッカーリーグ2部）
- 鎌倉サブーレ（神奈川県社会人サッカーリーグ3部）
- 鎌倉市役所（神奈川県社会人サッカーリーグ3部）

## 出身関連著名人

### 出身著名人
- 朝美絢（宝塚歌劇団雪組男役）
- 有坂美香（ゴスペル歌手）
- アンジェリカ（シンガーソングライター、作詞家、作曲家、タレント）
- 飯田美心 (子役、起業家)
- 井口綾子（グラビアアイドル）
- 伊地知潔（ASIAN KUNG-FU GENERATIONのドラム、ロックバンド）
- 石橋学（新聞記者）
- 石渡明（地質学者）
- 磯見輝夫（版画家、愛知県立芸術大学学長）
- 井田真木子（ノンフィクション作家）
- 一色洋平（俳優）
- 井上和（アイドル、乃木坂46）
- 井原芳隆 (三井製糖社長)
- 今井敬（日本経済団体連合会名誉会長、第9代経済団体連合会会長）
- 今井洋介（写真家）
- 岩崎俊男（実業家・キャピタリスト）
- 上野章子（俳人、随筆家、高浜虚子の六女）
- 上野水香（東京バレエ団 バレエダンサー）
- 内山圭（サッカー選手）
- 大橋マキ（フリーアナウンサー）
- 小笠原泰（経営コンサルタント、大学教授）
- 岡本行夫（外交官）
- 小澤昭博（読売テレビアナウンサー）
- 遠藤嘉人（俳優）
- 柏木隆久（運輸安全委員会事務局長）[72]
- 草上仁（小説家）
- 日下太平（ラグビー選手）
- 桑野光正（ヤマダ電機社長）
- 小泉淳作（日本画家）
- 小泉博（アナウンサー、俳優）
- 神津健（衆議院議員）
- 後藤芳光（福岡ソフトバンクホークス球団社長）
- 小林あずさ（女優、タレント、レポーター、青森放送アナウンサー）
- 小林完吾（アナウンサー）
- 境鶴丸（フジテレビアナウンサー）
- 佐々木葉（土木工学者、早稲田大学教授）
- 佐藤アサト（ナレーター）
- 佐野隼平（ミュージカル俳優）
- 塩沢一平（二松學舎大学教授)
- 紫雷美央（プロレスラー）
- 紫雷イオ（プロレスラー）
- 菅原一剛（写真家）
- 鈴木寛史（バレーボール選手）
- 鈴木涼美（作家）
- 関健一郎（衆議院議員）
- 瀧川幸樹（CBCテレビアナウンサー）
- 立川祐路（レーシングドライバー）
- 月野かすみ（AV女優）
- 鶴田真由（女優）
- 寺島よしき（予備校講師）
- 直崎人士（作家、写真家、音楽家）
- 長崎玄弥（英語教育評論家）
- 長島一由（鎌倉市議会議員、元逗子市長、元衆議院議員）
- 中原茂[73]（声優）
- 中山恒（工学者、東京工業大学名誉教授）
- 二階堂瑠美（競技麻雀のプロ雀士）
- 二階堂亜樹（競技麻雀のプロ雀士）
- 根本雄伯（ホルン奏者）
- 橋爪大三郎（社会学者）
- 服部陽介（フリーアナウンサー）
- 馬場憲治（タレント）
- 浜野秀昭（俳優、実業家）
- 林美桜（テレビ朝日アナウンサー）
- 日野美歌（歌手）
- 日比野拓（建築デザイナー）
- 平松千花（テレビ山梨アナウンサー）
- 福山芳樹（歌手）
- 藤岡真（作家）
- 藤村俊二（タレント）
- 前田美波里（女優）
- ますいさくら（作家）
- ますい志保（タレント）
- 真野あずさ（女優）
- 真野響子（女優）
- 三谷たくみ（歌手、おかあさんといっしょうたのおねえさん）
- 三橋大樹（NHKアナウンサー）
- 皆川真里奈（ヴァイオリニスト）
- 宮川祥子（情報学者、慶應義塾大学准教授）
- 宮崎緑（アナウンサー、千葉商科大学教授）
- 守田誠司（東海大学医学部教授）
- 山ノ井髙洋（北海学園大学教授）
- 友里千賀子（女優）
- 養老孟司（解剖学者、東京大学名誉教授）
- 若田部健一（福岡ソフトバンクホークスコーチ）
- 渡邊あゆみ（NHKアナウンサー）
- 松本悠里（元宝塚歌劇団専科女役）
- 星空美咲（宝塚歌劇団花組トップ娘役）

### ゆかりのある有名人

#### 居住者
鎌倉文士も参照。
- 青木淳一（生物学者。稲村ガ崎に居住）
- 芥川龍之介（作家。由比ガ浜に居住）
- 阿部義晴（ミュージシャン）
- 荒川静香（プロフィギュアスケーター。幼少時に居住）
- 有島生馬（作家。稲村ガ崎に居住）
- 有島武郎（作家）
- 井川邦子（女優。扇ガ谷に居住）
- 石田ひかり（女優）
- 石塚友二（俳人。稲村ガ崎に居住）
- 石橋湛山（政治家。第55代内閣総理大臣、鎌倉郡鎌倉町の町議）
- 伊集院静（作家）
- 泉鏡花（作家）
- 宇佐美淳（俳優。大町に居住）
- 梅原龍三郎（画家）
- 江藤淳（作家。極楽寺、西御門に居住）
- エリアナ・パヴロワ（バレリーナ。ロシアより亡命。1932年（昭和7年）七里ガ浜にバレエスクールを建設）
- 正親町公和（作家）
- 太田水穂（歌人）
- 岡慎之助（体操選手、金メダリスト）
- 岡村文子（女優。長谷に居住）
- 小倉遊亀（画家・文化勲章受章・鎌倉市名誉市民。山ノ内に居住）
- 尾崎左永子（歌人）
- 大佛次郎（作家）
- 小津安二郎（映画監督）
- 加瀬俊一（外交官・初代国連大使・鎌倉市名誉市民）
- 桂木洋子（女優。長谷に居住）
- 鏑木清方（画家）
- 唐木順三（歌人）
- 河口恭吾（歌手・シンガーソングライター）
- 川端康成（作家・ノーベル文学賞受賞者・文化勲章受章・鎌倉市名誉市民。浄明寺宅間ヶ谷、二階堂、長谷に居住。長谷には川端康成記念会がある）
- 蒲原有明（詩人。二階堂に居住）
- 菊地信義（装幀家。腰越に居住）
- 岸田劉生（画家）
- 国木田独歩（作家）
- 久米正雄（作家）
- 倉田百三（作家）
- 小林米珂（弁護士）
- 小林秀雄（文芸評論家。雪ノ下ほかに居住）
- 堺駿二（俳優。大町に居住）
- 堺正章（歌手・俳優・司会者。幼少期に住居）
- 佐佐木信綱（歌人）
- 佐田啓二（俳優。材木座に居住）
- 里見弴（作家。文化勲章受章・扇ガ谷に居住）
- 澁澤龍彦（仏文学）
- 島崎藤村（作家）
- 菅虎雄（独文学）
- 杉野正尭（体操選手、金メダリスト）
- 鈴木大拙（仏教学。文化勲章受章）
- 千家元麿（作家）
- 園池公致（作家）
- 高浜虚子（俳人。文化勲章受章・由比ガ浜に居住）
- 田島英三[74] (放射線物理学者。『日米原爆線量再評価検討委員会報告書』[75]での日本側委員長[76])
- 立原正秋（作家）
- 田中絹代（女優。鎌倉山に居住）
- 玉木正之（作家・スポーツライター）
- 田村隆一（詩人。稲村ガ崎に居住）
- 月丘夢路（女優。大町に居住）
- 鶴田浩二（俳優。大船に居住）
- 東郷慎十郎（篤志家。坂の下に居住）
- 内藤洋子（女優）
- 直木三十五（作家。稲村ガ崎に居住）
- 永井龍男（国文学）
- 永井路子（作家・鎌倉市名誉市民）
- 長洲一二（経済学・神奈川県知事。稲村ガ崎に居住）
- 中原中也（詩人）
- 長与専斎（医師。由比ガ浜に居住）
- 長与善郎（作家）
- 夏目漱石（作家。円覚寺塔頭に居住）
- 夏目雅子（女優）
- 夏八木勲（俳優）
- 西田幾太郎（哲学。文化勲章受章・稲村ガ崎姥ヶ谷に居住 記念歌碑がある）
- 西脇順三郎（詩人）
- 昇曙夢（露文学。稲村ガ崎に居住）
- 萩原朔太郎（詩人）
- 橋本明（ジャーナリスト）
- 橋本乾三（検事）
- 蓮田修吾郎（金属造型。文化勲章受章・鎌倉市名誉市民）
- 早見一十一（美容家。鎌倉市に居住）
- 林房雄（作家。名越、長谷、浄明寺に居住）
- 原節子（女優）
- 日守新一（俳優。小町に居住）
- 平山郁夫（画家。文化勲章受章・鎌倉市名誉市民）
- 深田久弥（作家。二階堂に居住）
- 福澤幸雄（レーシングドライバー、モデル）
- 藤沢周（作家、第119回芥川賞受賞、法政大学教授）
- 藤田泰子（女優。大町に居住）
- 星野立子（俳人）
- 前田青邨（画家・文化勲章受章。円覚寺境内に居住）
- 三浦光子（女優。二階堂に居住）
- 三橋健（日本の神道学者。「日本の神道文化研究会」主宰）
- 水木一郎（アニソン歌手）
- 水の江瀧子（女優。材木座に居住）
- 三井弘次（俳優。大船に居住）
- みのもんた（タレント）
- 三好達治（詩人。稲村ガ崎に居住）
- 山口達也（タレント、元TOKIOメンバー）
- 山口淑子（女優。鎌倉山に居住）
- 山田ミネコ（漫画家）
- 山本五十六（軍人）
- 山本道子（作家、稲村ガ崎に居住）
- 山本容子（版画家・挿画家）
- 山本義正（著述家、山本五十六の子）
- 横山隆一（漫画家・鎌倉市名誉市民）
- 吉川文夫（鉄道研究家。鎌倉市在住だが2007年（平成19年）死去）
- 吉田秀和（評論家・文化勲章受章・鎌倉市名誉市民）
- 吉野秀雄（歌人）
- 吉屋信子（作家。長谷に居住。記念館がある）
- 笠智衆（俳優）

#### その他
- 鈴木保奈美（女優）：神奈川県立鎌倉高等学校卒業
- 桑田佳祐（ミュージシャン）：鎌倉学園高等学校卒業
- 中村拓志（建築家）：神奈川県立七里ガ浜高等学校卒業
- 原由子（ミュージシャン）：おばが鎌倉に住んでいる[77]。

### マスコットキャラクター
- 牛若にゃん丸、源ポン太、静姫 - 鎌倉市のかまくら3R推進キャラクター
- 玉竜くん、タマナワくん、タマちゃん - 玉縄城築城500年祭のマスコットキャラクター
- 大船観音のんちゃん - 大船観音寺のマスコットキャラクター
- 落ち武者のおちむん - 鎌倉市非公認キャラクター

## 鎌倉市を舞台とした作品
基本的に五十音順で表記。

### 映画
- 『稲村ジェーン』 （1990年、東宝、監督：桑田佳祐）
- 『海街diary』（2015年、東宝、監督：是枝裕和）
- 『美味しんぼ』 （1996年、監督：森﨑東）
- 『お嬢ちゃん』 （2019年、監督：二ノ宮隆太郎）[78]
- 『駆込み女と駆出し男』 （2015年、監督：原田眞人）
- 『サンセットドライブ』 （2015年、監督：樋本淳）
- 『シン・ゴジラ』 （2016年、東宝、庵野秀明総監督）
- 『早春物語』 （1985年、東宝、監督：澤井信一郎）
- 『タイヨウのうた』 （2006年、松竹、監督：小泉徳宏）
- 『DESTINY 鎌倉ものがたり』（2017年、監督：山崎貴）
- 『テラスハウス クロージング・ドア』 （2015年、監督：前田真人）
- 『天国と地獄』（1963年、東宝、監督：黒澤明） - 江ノ電が犯人逮捕の重要な手掛かりとなる。
- 『ねらわれた学園』 （2012年、監督：中村亮介）
- 『麦秋』 （1951年、松竹、監督：小津安二郎）
- 『はつ恋』 （1975年、東宝、監督：小谷承靖）
- 『浜の記憶』  （2019年 監督：大嶋拓）
- 『晩春』 （1949年、松竹、監督：小津安二郎）
- 『武曲 MUKOKU』 （2017年、監督：熊切和嘉）
- 『ビブリア古書堂の事件手帖』 （2018年、監督:三島有紀子）
- 『真木栗ノ穴』 （2008年、監督：深川栄洋）
- 『山の音』 （1954年、東宝、成瀬巳喜男監督）
- 『461個のおべんとう』 （2020年 監督：兼重淳）
- 『ラヴァーズ・キス』 （2002年、東北新社、監督：及川中）
- 『江ノ島プリズム』 （2013年、監督：吉田康弘）

### 小説
- 『悪魔が来りて笛を吹く』 横溝正史 著
- 『鮎川哲也の女たち』石川真介 著
- 『海の火祭』 川端康成 著
- 『丘の家のミッキー』 久美沙織 著 - 主な舞台は葉山だが、鎌倉もしばしば登場。
- 『鏡の中は日曜日』 殊能将之 著
- 『鎌倉江ノ電殺人事件』 西村京太郎 著
- 『鎌倉釈迦堂殺人事件』 木谷恭介 著
- 『鎌倉十二神将の誘拐』 斎藤栄 著
- 『鎌倉夫人』 国木田独歩 著
- 『鎌倉・流鏑馬神事の殺人』 西村京太郎 著
- 『鎌倉擾乱』 高橋直樹 著
- 『コズミック・ゼロ』 清涼院流水 著
- 『純白の夜』 三島由紀夫 著
- 『センチメンタルプレリュード』 大倉らいた 著
- 『千羽鶴』 川端康成 著
- 『断崖の女』石川真介 著
- 『ビブリア古書堂の事件手帖』 三上延 著
- 『舞姫』 川端康成 著
- 『山の音』 川端康成 著

### 漫画
注記のないものは連載終了した作品
秋田書店
- 『吸血姫美夕』（ヴァンパイア ミユ）垣野内成美（サスペリアに不定期掲載） - 主人公がヴァンパイアとして覚醒する場所が鎌倉である。
- 『侵略!イカ娘』（安部真弘』（週刊少年チャンピオン連載） - 主要キャラの相沢千鶴と嵐山悟郎のデートの待ち合わせ場所に鎌倉駅と駅前の時計塔の描写がある。
- 『花右京メイド隊』もりしげ（月刊少年チャンピオン） - 主人公の太郎が観光で訪れる回がある。江ノ島から鎌倉高校駅前付近にかけての海岸線を散策し、鶴ヶ岡八幡宮や江ノ電も登場。

角川書店
- 『源平伝NEO』（げんぺいでんネオ）あかほりさとる/別天荒人（月刊少年エース）
- 『ストライクウィッチーズ』（メディアミックス作品）- 宮藤芳佳の本籍地が神奈川県鎌倉市になっている。

講談社
- 『MFゴースト』しげの秀一（月刊少年マガジン2017年-2025年連載） - 隣の藤沢市を主な舞台としており、鎌倉市も度々登場する。主人公のバイト先も鎌倉駅付近である他、来日目的である父親探しの手がかりとなった写真も大巧寺で撮影されたものである。
- 『かくしごと』久米田康治（月刊少年マガジン掲載中）
- 『甲子園へ行こう!』三田紀房（ヤングマガジン） - 主人公の通う高校が「鎌倉西高校（架空）」である。
- 『菜』（さい）わたせせいぞう（週刊モーニング）

集英社
- 『エルフェンリート』岡本倫（ヤングジャンプ連載）
- 『各駅停車』谷川史子（りぼんオリジナルに掲載された）
- 『SLAM DUNK』（スラムダンク）井上雄彦（週刊少年ジャンプ）- 鎌倉高校前1号踏切付近にある神奈川県立鎌倉高等学校が、劇中の神奈川県立湘北高校のモデルとなっている。

小学館
- 『海街diary』（うみまちダイアリー）吉田秋生作（月刊flowers連載）
- 『とめはねっ! 鈴里高校書道部』（河合克敏（週刊ヤングサンデー）
- 『なぎさMe公認』（北崎拓（週刊少年サンデー）
- 『ラヴァーズ・キス』吉田秋生（上記同名映画の原作。別冊少女コミック）

スクウェア・エニックス
- 『まなびや』小島あきら（月刊ガンガンJOKER)
- 『わ!』小島あきら（ガンガンONLINE→月刊ガンガンJOKER） - 上記のまなびやと同じ高校、世界観を共有している。

芳文社
- 『さえずり少女、しんしん鎌倉』matoba（まんがホーム連載） - 主人公のホームステイ先は鎌倉の和菓子屋。また、主人公が佐助稲荷から由比ヶ浜の海岸線を経て、極楽寺に至る連作風の扉絵が毎回掲載されていた。
- 『ハナヤマタ』浜弓場双（まんがタイムきららフォワード連載中） - 主人公らが通う由比浜学園中学周辺の描写が七里ヶ浜近辺で、登場人物の名字（関谷、笹目、西御門、常盤など）が鎌倉の地名から取られている。

その他の出版社(作品名順)
- 『青い花』志村貴子（太田出版マンガ・エロティクスF連載中）
- 『オチビサン』安野モヨコ（朝日新聞、朝日新聞出版AERA連載）
- 『鎌倉ものがたり』西岸良平（双葉社月刊まんがタウン連載中）
- 『最終戦争伝説』（ハルマゲドンでんせつ）山田ミネコ（朝日ソノラマ） - 主人公は1981年の鎌倉市民。タイムスリップで未来へと連れ去られてしまう。
- 『天国から見ていた海』 青州嘉原作桜井優漫画（富士見書房月刊ドラゴンエイジ連載）
- 『はるかリフレイン』伊藤伸平（ベネッセ中三チャレンジ） - 鎌倉駅旧時計塔の描写がある。
- 『まかせてイルか!』大地丙太郎/たかしたたかし（徳間書店月刊アニメージュ）
- 『みずたまリンドウ』宗我部としのり（メディアファクトリー） - 主人公達の通うのが「鎌倉浜高校（架空）」で、江ノ電も登場。
- 『南鎌倉高校女子自転車部』松本規之（月刊コミックブレイド連載中）
- 『ロイアルミストブレード』大星由良（委託市場ドットコム掲載中）

### ドラマ
- 『青い瞳の聖ライフ』フジテレビ系列 - 七里ヶ浜周辺がロケ地。
- 『明日の約束』関西テレビ
- 『あなたには帰る家がある』TBS
- 『海まで5分』TBS系列 - 舞台は鎌倉の海近くという設定。
- 『駅弁刑事・神保徳之助4 古都鎌倉殺人篇』TBS
- 『おいしいごはん 鎌倉・春日井米店』テレビ朝日 / 石原プロモーション - 舞台は鎌倉の米屋という設定。
- 『俺たちの朝』日本テレビ - 江ノ島電鉄・極楽寺駅周辺が舞台となった。
- 『顔で笑って』TBS / 大映テレビ - 舞台は鎌倉市の私立病院（最寄り駅は北鎌倉駅）。
- 『最後から二番目の恋』フジテレビ
  - 『続・最後から二番目の恋』フジテレビ- 続編。
- 『さよならドビュッシー ~ピアニスト探偵 岬洋介~』日本テレビ
- 『さわやか3組』NHK教育テレビ - 2000年度放送分の舞台となった。
- 『湘南女子寮物語』テレビ朝日 - 七里ヶ浜周辺が舞台。
- 『湘南探偵物語～鎌倉逗子、葉山～』テレビ朝日
- 『好きな人がいること』フジテレビ
- 『ツバキ文具店〜鎌倉代書屋物語〜』NHK
- 『鉄道警察官・清村公三郎』(8) 鎌倉・江の島～追憶の殺人～
- 『ナツコイ』TBS
- 『西村京太郎サスペンス』（十津川警部シリーズ48「江ノ電に消えた女〜十津川警部への挑戦状〜」） TBS
- 『日本沈没』 TBS - 小野寺周二の家業が鶴岡八幡宮前の鎌倉彫屋との設定なのでしばしば登場。また、市内も地震で鎌倉大仏が陥没するなどの被害に遭う。
- 『はぐれ刑事純情派』 （第13話）テレビ朝日
- 『花咲くあした』NHK BSプレミアム
- 『花嫁のさけび』 テレビ朝日
- 『ビブリア古書堂の事件手帖』フジテレビ - 上記小説のドラマ化。
- 『緑川警部シリーズ』 TBS
- 『リバウンド』日本テレビ系列 - 北鎌倉駅周辺がロケ地。
- 『おカネの切れ目が恋のはじまり』TBS

### アニメ
- 『青い花』（2009年、監督 - カサヰケンイチ、制作 - J.C.STAFF）- 上述の漫画のアニメ版。2009年7月よりフジテレビ『NOISE』にて放送された。
- 『亜人ちゃんは語りたい』（2017年、監督 - 安藤良、制作 - A-1 Pictures） - 北鎌倉駅周辺や鎌倉駅付近、極楽寺駅、稲村ケ崎が登場するほか、江ノ電バスをモチーフとしたバスも登場する。
- 『うた∽かた』（2004年、監督 - 後藤圭二、制作 - ハルフィルムメーカー)（UHFアニメ、地元局tvkでも放送された） - 主人公は雪ノ下に居を構え、鎌倉女子学園（架空）に通う女子中学生。由比ヶ浜（鎌倉花火大会、鎌倉プリンスホテル）や鎌倉駅（江ノ電。喫茶店「銀の鈴」、作中では「金の鈴」）、大町（「八雲神社」、作中では「九雲神社」）や鶴岡八幡宮をはじめ、登場する舞台はほとんど鎌倉市内である。
- 『エルフェンリート』（2002年、監督 -神戸守、製作 - アームス）（CS（AT-Xで放送及びUHFアニメ）- 上述の漫画のアニメ版。
- 『オチビサン』（2023年、監督 - 鬼塚大輔、釣井省吾、制作 - スタジオカラー）- 上述の漫画のアニメ版。NHK総合にて放送。
- 『キテレツ大百科』 - 第87話「迷い子にサヨナラ! 方向音虫ブローチ!!」で出て来る。
- 『きみの声をとどけたい』（2017年、監督 - 伊藤尚往、製作 - マッドハウス。東北新社配給のオリジナル作品） - 舞台の「日ノ坂町」が腰越をモデルとしており、腰越駅、腰越協栄会（駅前商店街）、腰越漁港、鎌倉高校などを元にした場所が登場しており、隣接する藤沢市の施設も登場している。
- 『GO!GO!575』（2014年、監督 - 安斎剛文、制作 - レイ・デュース / C2C、2014年1月に、TOKYO-MXやtvkなどで放送された） - オープニングでは、若宮大路、鎌倉中央公園、#1では山ノ内の女子学園前の信号機、#2で池に落ちるシーンは鎌倉中央公園の上池と下池の間、お風呂は材木座の銭湯（清水湯）、帰路は水道路付近、#3では北鎌倉駅構内、小町のコーヒーショップ（イワタコーヒー）、下馬近くの大町踏切、#4では極楽寺駅前、ダンスシーンは鎌倉中央公園の生垣見本（庭園植物園内）、ラストは同公園の芝生広場の前が登場。個々の場所はそれぞれ離れているものの、鎌倉市内に実在する場所が随所に登場する。
- 『Cosmic Baton Girl コメットさん☆』（2001年、監督 - 神戸守、制作 - 日本アニメーション、テレビ大阪） - 二代目鎌倉駅時計塔他、江ノ電鎌倉駅周辺をモチーフにした場所が登場する。
- 『Just Because!』（2017年、監督 - 小林敦、制作 - PINE JAM） - 2017年10月よりTOKYO MX他で放送。#1では、深沢地域の常盤から手広にかけての実在する場所が随所に登場する。舞台の県立柏尾川高等学校は、深沢高校がモデルになっている。
- 『侵略!イカ娘』（2010年、監督 - 水島努、制作 - ディオメディア） - 上述の漫画のアニメ版。2010年10月よりテレビ東京系で放送された。イカ娘が初めて上陸した海岸、海の家「れもん」周辺の風景描写に、由比ヶ浜近辺の風景が登場する。
  - 『侵略!?イカ娘』（2011年、総監督 - 水島努、監督 - 山本靖貴、制作 - ディオメディア） - 上記の第2期シリーズ。高徳院の鎌倉大仏が描かれている。
- 『スクールランブル』（2004年(第1期)、監督 - 高松信司、制作 - スタジオコメット） - 上述の漫画のアニメ版。テレビ東京系で放送された。劇中の舞台は架空の「神奈川県矢神市」だが、第1期では江ノ電、第2期(2006年)では鎌倉大仏を模した場面が登場する。
- 『セイクリッドセブン』（2011年、監督 - 大橋誉志光、制作 - サンライズ、2011年7月より毎日放送を制作局として、関東地区ではtvk、テレ玉などで放送された） - 企画段階から鎌倉観光フォーラムの働きかけで鎌倉市や由比ガ浜中央商店街、江ノ島電鉄（株）が製作に協力。劇中では、主人公の丹童子アルマの出身地が鎌倉市となっており、#8ではヒロインの藍羽ルリと鎌倉市内の実在する店舗等を巡っている。
- 『青春ブタ野郎はバニーガール先輩の夢を見ない』（2018年、監督 - 増井壮一、制作 - CloverWorks）- 主人公の住まいの中心地は藤沢を舞台にしているが、通っている峰ヶ原高校は七里ガ浜地域周辺を舞台にしている。
- 『千年女優』（2002年、監督 - 今敏、製作 - マッドハウス）- 大船撮影所をモデルとした銀映撮影所。江ノ電旧500型や七里ヶ浜海岸などが登場。
- 『TARI TARI』（2012年、監督 - 橋本昌和、制作 - P.A.WORKS） - 2012年7月よりtvkなどで放送された。湘南藤沢フィルム・コミッション、藤沢市＆江の島の皆様、江ノ島電鉄株式会社がエンディングの協力でクレジットされており、藤沢市江ノ島から鎌倉市周辺を舞台にしている。鎌倉市内の描写としては、オープニングで坂ノ下の海岸付近を走るシーンや、#1では、江ノ島にある土産物店に住んでいる主人公・坂井和奏らが通学する「白浜坂高等学校」の最寄駅が、鎌倉高校前駅を模しており、駅からの通学路として七里ガ浜の住宅地、鎌倉駅西口旧駅舎時計台の前で宮本来夏が歌うシーンなどが描写されている。
- 『ちびまる子ちゃん×桑田佳祐〜100万年の幸せ!! スペシャル〜』（2017年） - 『もしかして鎌倉?』の巻で鎌倉が出て来る
- 『つり球』（2012年、監督 - 中村健治、制作 - A-1 Pictures、2012年4月よりフジテレビのノイタミナ枠で放送された） - 江ノ島に引っ越してきた主人公・真田ユキらが通学する高校の最寄駅の名称が「江ノ電腰越東高校前」で鎌倉高校前駅を模している。
- 『天空のエスカフローネ』（1996年、監督 - 赤根和樹、製作 - サンライズ、テレビ東京をキー局に放送されたアニメ） - ヒロインの実家が北鎌倉。江ノ電も登場。
- 『名探偵コナン』 - 第539話「愚か者への遺産」、第925話「心のこもったストラップ（前編）」では、路線図に大船の大船駅が出て来る。
- 『ハナヤマタ』（2014年。監督 - いしづかあつこ、製作 - マッドハウス） - 上述の漫画のアニメ版。2014年7月よりテレビ東京などで放送された。
- 『ふたりはプリキュア Splash Star』（2006年、監督 - 小村敏明、製作 - 東映アニメーション）（朝日放送・テレビ朝日系で放送されたアニメ） - 作中の舞台は「海原市夕凪」だが、鎌倉高校前駅を模した駅や江ノ電、七里ヶ浜周辺を模した海岸等が登場する。
- 『美鳥の日々』（2004年、監督 - 小林常夫、製作 - ぴえろ） - アニメ版のみ湘南モノレールが登場する地域を舞台としている。
- 『南鎌倉高校女子自転車部』（2017年、監督 - 工藤進、制作 - J.C.STAFF、A.C.G.T） - 上述漫画のアニメ版。#1では、極楽寺駅から七里ガ浜近辺、#2では御霊神社や佐助稲荷などが描かれ、タイトル通り鎌倉市の南側に当たる旧鎌倉地域から腰越地域のリアルな描写が随所に見られる。
- 『無彩限のファントム・ワールド』（2016年、監督 - 石原立也、製作 - 京都アニメーション） - ホセア学院（学校）は京都府庁旧本館がモチーフで、必ずしも舞台の全てが鎌倉・藤沢地域とはなっていないが、オープニングでは由比ガ浜や腰越付近、本編でも（モノレールのカラーリングは異なるが）湘南モノレールの西鎌倉駅周辺の描写があり、繰り返し登場する学院の最寄駅・南金倉駅は、同線の湘南江の島駅（藤沢市）が基となっている。
- 『老人Z』（1991年、監督 - 北久保弘之、制作 - A.P.P.P.） - 劇場アニメ。ラストに向かうシーンで、湘南モノレールから高徳院清浄泉寺に向かうトンネル等が描かれている。
- 『炎の闘球児 ドッジ弾平』 - 鎌倉市がモチーフになっている。

### ゲーム
- 『うた詠み♪』iOS用アプリ - 当初は『うた詠み575』の名でリリースされたが、後に『うた詠み♪』にリニューアルした。
- 『うた組み575』セガ - うた組みアクションゲーム。
- 『シルバーレイン』トミーウォーカーのプレイバイウェブ - 参加PLの登録キャラクターは全て、鎌倉にある銀誓館学園の生徒か卒業生となる。
- 『すぴぱら - Alice the magical conductor.』minori - インタラクティブ・ノベル。
- 『センチメンタルプレリュード』インターチャネル - 恋愛アドベンチャーゲーム。
- 『装甲悪鬼村正』ニトロプラス - 18禁恋愛アドベンチャーゲーム。
- 『超時空爆恋物語〜door☆pi☆chu〜』PrimRoseの18禁恋愛アドベンチャーゲーム - 鎌倉を模した「釜蔵」が舞台。「くノ電（くノ一電鉄）」や「鳩岡八幡宮」が登場する。
- 『電車でGO!旅情編』タイトー - 江ノ電を全線で運転できる。
- 『NOëL 〜La neige〜』パイオニアLDC（現・ジェネオン・ユニバーサル・エンターテイメントジャパン）より発売されたプレイステーション（PS）向けゲーム）
- 『姉、ちゃんとしようよっ!』きゃんでぃそふと - 18禁恋愛アドベンチャーゲーム
- 『遙かなる時空の中で3 運命の迷宮（ラビリンス）』ルビーパーティー作の恋愛シミュレーションゲーム
- 『晴れときどきお天気雨』ぱれっとの18禁美少女ゲーム。北鎌倉駅周辺がモデル。
- 『Memories Offシリーズ』KID作の恋愛アドベンチャーゲーム - 江ノ電（ゲーム中ではシカ電）沿線を中心に、鎌倉・藤沢一帯が舞台となっている。

### 音楽
- 『紫陽花のうた』（浜田省吾）
- 『縁切寺』（グレープ 作詞・作曲：さだまさし）
- 『大船音頭』
- 『鎌倉』（文部省唱歌） - 作者の大和田建樹の歴史・景勝好みが影響している為4番に渡って歌ったと見られている。
- 『鎌倉天気雨』 (emiko) - アニメ『うた∽かた』のイメージアルバム。「ずっとこの街で」「Only your friend」「Yell 〜あなたの隣で〜 '04 AUTUMN」「どんなにつらい事があったとしても '04 AUTUMN」「横顔」を収録。
- 『鎌倉物語』『古戦場で濡れん坊は昭和のHero』『夕陽に別れを告げて』『希望の轍』『愛の言霊 〜Spiritual Message』『通りゃんせ』『君こそスターだ』『北鎌倉の思い出』（サザンオールスターズ） - メインボーカリスト・桑田佳祐は鎌倉学園の出身。「鎌倉」をモチーフとしたアルバム『KAMAKURA』は鎌倉にまつわる楽曲を多数収められ、ノスタルジックな作品としてファン層外からも人気を集めている。
- 『サーフ ブンガク カマクラ』ASIAN KUNG-FU GENERATION - 藤沢から鎌倉までの江ノ電の駅名を冠した曲名の入ったアルバム全10曲。
- 『さらば愛の日々』（ヒデとロザンナ、ハイファイセット）
- 『せぷてんばぁ』クレイジーケンバンド）
- 『鉄道唱歌』（第1集東海道編 第6番-第9番）
- 『花を飾って (Kamakura)』（谷山浩子）
- 『花火』レミオロメン
- 『まりのうた』Oh!MOMONGA
- 『鎌倉旅行』平尾昌晃&畑中葉子
- 『鎌倉ラブソング』SHOW-SKA
- 『鎌倉ラブソング〜Sunset』SHOW-SKA
- 『鎌倉に向かう靴』友部正人
- 『鎌倉ロストラブ』狩人
- 『鎌倉に包まれて』eyes
- 『鎌倉グラフィティ』SEA MY PAST
- 『鎌倉サイクリング』アイラヴミー
- 『鎌倉は子守唄』上条恒彦
- 『鎌倉の風』青木由有子
- 『鎌倉哀愁クラブ』タブレット純
- 『カマクライフ』CLIMBER
- 『鎌倉海岸通り」黛ジュン
- 『鎌倉ひとり旅』氷川きよし
- 『古都鎌倉』SONOCO
- 『KAMAKURAYAMA』せきぐちゆき
- 『鎌倉 On The Beach』原由子

#### ミュージックビデオ
- 『はよつけ鎌倉』TUBE
- 『夏色』ゆず
- 『Beautiful』 倉木麻衣 - 七里ヶ浜
- 『Grow Slowly』井口裕香 - 七里ヶ浜
- 『さよなら』大原櫻子 - 江ノ電、極楽寺駅、湘南の海など
- 『地球が丸いなら』乃木坂46
- 『透明電車が走る』キイチビール&ザ・ホーリーティッツ - 鎌倉市、江ノ電
- 『鎌倉 On The Beach』原由子